# فاروق الأول
فاروق الأول (11 فبراير 1920 - 18 مارس 1965) كان حاكم مصر العاشر من أسرة محمد علي، اعتلى العرش بعد وفاة والده فؤاد الأول عام 1936 وحكم مصر والسودان حتى أطاح به الانقلاب العسكري عام 1952.
بعد تنازله عن العرش لابنه احمد فؤاد الثاني، أقام في منفاه بروما، وكان يزور منها سويسرا وفرنسا، إلى أن توفي في روما في 18 مارس 1965 ودفن أولا في مقابر إبراهيم باشا في منطقة الإمام الشافعي ثم نقلت رفاته في عهد الرئيس محمد أنور السادات إلى المقبرة الملكية بمسجد الرفاعي بالقاهرة تنفيذاً لوصيته.

## ولادته ونشأته
ولد فاروق بن فؤاد بن إسماعيل بن إبراهيم بن محمد علي باشا في 11 فبراير سنة 1920. صدر بلاغ سلطاني يعلن فيه مجلس الوزراء عن ميلاد الأمير فاروق في قصر عابدين، فأطلقت 21 إطلاقة مدفع، ومنح موظفو الحكومة والبنوك إجازة.
كان فاروق الابن الأكبر لوالديه الملك فؤاد الأول والملكة نازلي وله أربعة شقيقات وهن:
1. الأميرة فوزية بنت فؤاد الأول
2. الأميرة فايزة بنت فؤاد الأول
3. الأميرة فائقة بنت فؤاد الأول
4. الأميرة فتحية بنت فؤاد الأول

كما كان له إخوة غير أشقاء من زوجة أبيه الأميرة شيوه كار التي طلقها الملك فؤاد في 1898 وهما:
1. الأمير إسماعيل بن فؤاد الأول (توفي في سنة 1897 وكان عمره وقت وفاته أقل من سنة).
2. الأميرة فوقية بنت فؤاد الأول

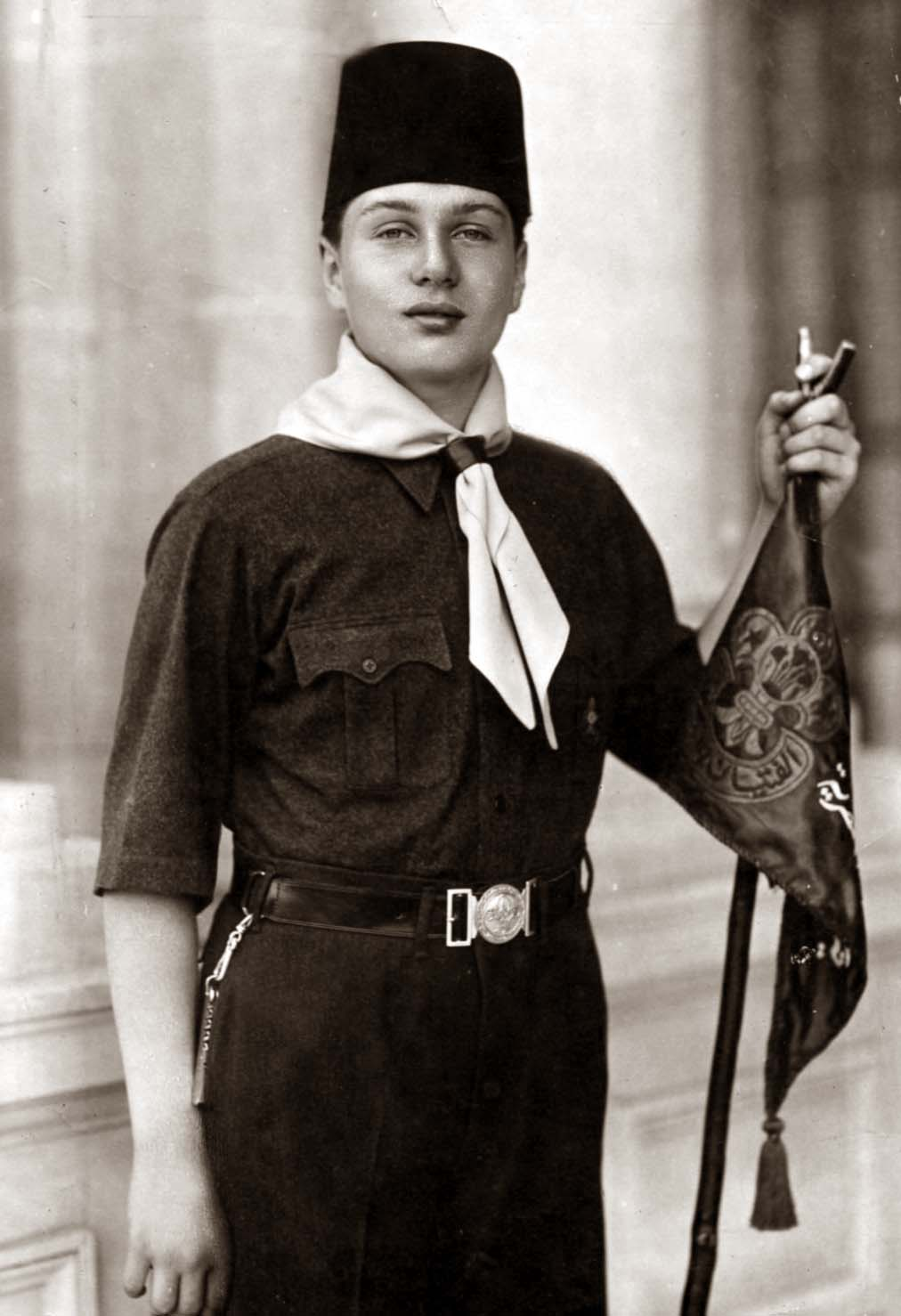
الملك فاروق في صغره

اهتم الملك فؤاد بتربية ابنه فاروق بدرجة مبالغ فيها من الحرص، فجعله محاصرًا بدائرة ضيقة من المتعاملين معه وكانت تلك الدائرة تضم أمه وأخواته الأميرات بالإضافة إلى المربية الإنجليزية (مس اينا تايلور)، كانت تلك المربية صارمة جدًا في التعامل مع الأمير الصغير، وكانت متسلطة لدرجة إنها كانت تعترض على تعليمات والدته الملكة نازلي فيما يختص بتربية فاروق.
لم يكن لفاروق في تلك المرحلة أية صداقات من أولاد الأمراء أو الباشوات، مما أعطى الفرصة لبعض المقيمين في القصر للتقرب من الأمير الصغير وكانوا لا يرفضون له طلبا بالإضافة إلى أنهم كانوا يفسدون ما تقوم به المربية الإنجليزية وما تصدره من تعليمات وتوجيهات تتعلق بالأمير الصغير.
أصبح فاروق وليا للعهد وهو صغير السن، وأطلق عليه الملك فؤاد لقب «أمير الصعيد» في 12 ديسمبر 1933.
كان الملك فؤاد الأول ينتهز أية فرصة ليقدم الأمير الصغير إلى الشعب الذي سيكون ملكا عليه، لذلك اصطحبه معه في عدة مناسبات أولها حفل المرشدات في النادي الأهلي في 7 أبريل سنة 1932 وعمر فاروق وقتها 12 عاما. كما أنابه - نظرا لظروف مرضه- في حضور حفلة رسمية كان قد أقامها سلاح الطيران البريطاني في 23 فبراير سنة 1934 وكذلك في افتتاح مؤتمر البريد الدولي في عام 1934، وقد أبلى الأمير فاروق وقتها بلاء حسنا في كافة المناسبات التي حضرها.
كانت بريطانيا تتابع الأمير الصغير وتطورات حياته، فهو ملك المستقبل الذي يحتك وبشكل مباشر بالثقافة الإيطالية من خلال والده ومن خلال الحاشية الإيطالية المقيمة بالقصر والمحيطة بالأمير الصغير والتي في نفس الوقت لها تأثير على الملك الاب، لا سيما رئيس الحاشية الإيطالية (ارنستو فيروتشي) وكبير مهندسي القصر. وعندما كبر الأمير فاروق قليلا بدأت بريطانيا تطلب أن يسافر إلى بريطانيا ليتعلم في كلية (ايتون) وهى أرقى كلية هناك، إلا أن صغر سن الأمير فاروق في ذلك الوقت ومعارضة الملكة نازلي كانت تعطل ذلك، فاستعيض عن ذلك بمدرسين إنجليز ومصريين، وقد كانت بريطانيا تهدف من وراء ذلك إلى إبعاد الأمير الصغير عن الثقافة الإيطالية التي كانت محيطة به بشكل دائم.

## مرحلة الشباب
عندما بلغ الأمير فاروق سن الرابعة عشر كرر السير مايلز لامبسون طلبه على الملك فؤاد بضرورة سفر الأمير فاروق إلى بريطانيا بل وأصر على ذلك بشدة رافضاً أية محاولة من الملك فؤاد لتأجيل سفره حتى يبلغ سن السادسة عشر إلا أن الملك فؤاد لم يستطع أن يرفض هذه المرة فتقرر سفر فاروق إلى بريطانيا ولكن دون أن يلتحق بكلية إيتون بل تم إلحاقه بكلية وولتش للعلوم العسكرية ولكن نظراً لكون فاروق لم يكن قد بلغ الثامنة عشر وهو أحد شروط الالتحاق بتلك الكلية فقد تم الاتفاق على أن يكون تعليم الأمير الشاب خارج الكلية على يد مدرسين من نفس الكلية. وقد رافقت الأمير فاروق خلال سفره بعثة مرافقة له برئاسة أحمد حسنين باشا ليكون رائداً له -والذي كان له دور كبير في حياته بعد ذلك- بالإضافة إلى عزيز المصري الذي كان نائباً لرئيس البعثة وكبيراً للمعلمين بالإضافة إلى عمر فتحي حارسا للأمير وكبير الياوران فيما بعد وكذلك الدكتور عباس الكفراوي كطبيب خاص وصالح هاشم أستاذ اللغة العربية، بالإضافة إلى حسين باشا حسني كسكرتير خاص، وقد كان وجود أحمد باشا حسنين كمرافق للأمير في رحلته عاملاً مساعداً للأمير على الانطلاق، فقد شجعه على الذهاب إلى المسارح والسينما ومصاحبة النساء وكذلك لعب القمار، بينما كان عزيز المصري دائم الاعتراض على كل تلك التصرفات، وكان يحاول بكافة الطرق أن يجعل من فاروق رجلاً عسكرياً ناجحاً ومؤهلاً حتى يكون ملكاً قادراً على ممارسة دوره القادم كملك لمصر. وكان فاروق بالطبع بحكم ظروف نشأته القاسية والصارمة يميل إلى أحمد باشا حسنين ويرفض ويتمرد على تعليمات وأوامر عزيز المصري، وفي تلك الفترة وأثناء وجود الأمير فاروق في بريطانيا للدراسة كان المرض قد اشتد على الملك فؤاد وأصبح على فراش الموت وقد بدأت القوى السياسية تستشعر حالة الملك المريض وشرعت تستعد لما بعد ذلك، وبالطبع كانت بريطانيا من أكثر القوى السياسية قلقاً على الوضع فاقترحت تشكيل مجلس وصاية مكون من ثلاثة أعضاء: الأمير محمد علي توفيق وهو ابن عم الأمير فاروق وقد كان ذا ميول إنجليزية وكان يرى دائما أنه أحق بعرش مصر، والثاني هو محمد توفيق نسيم باشا رئيس الوزراء الأسبق وهو من رجال القصر، والثالث هو الإمام الأكبر الشيخ المراغي وعندما علم الأمير فاروق بشدة مرض والده الملك فؤاد ورغبته في أن يرى ابنه، طلب العودة إلى مصر لرؤية والده ووافقت بريطانيا بعد تردد على عودة فاروق إلى مصر في زيارة ليعود بعدها لاستكمال دراسته إلا أنه وقبل أن يسافر فاروق إلى مصر لرؤية والده كان والده الملك فؤاد الأول قد لقي ربه وذلك في 28 أبريل سنة 1936

## توليه الحكم

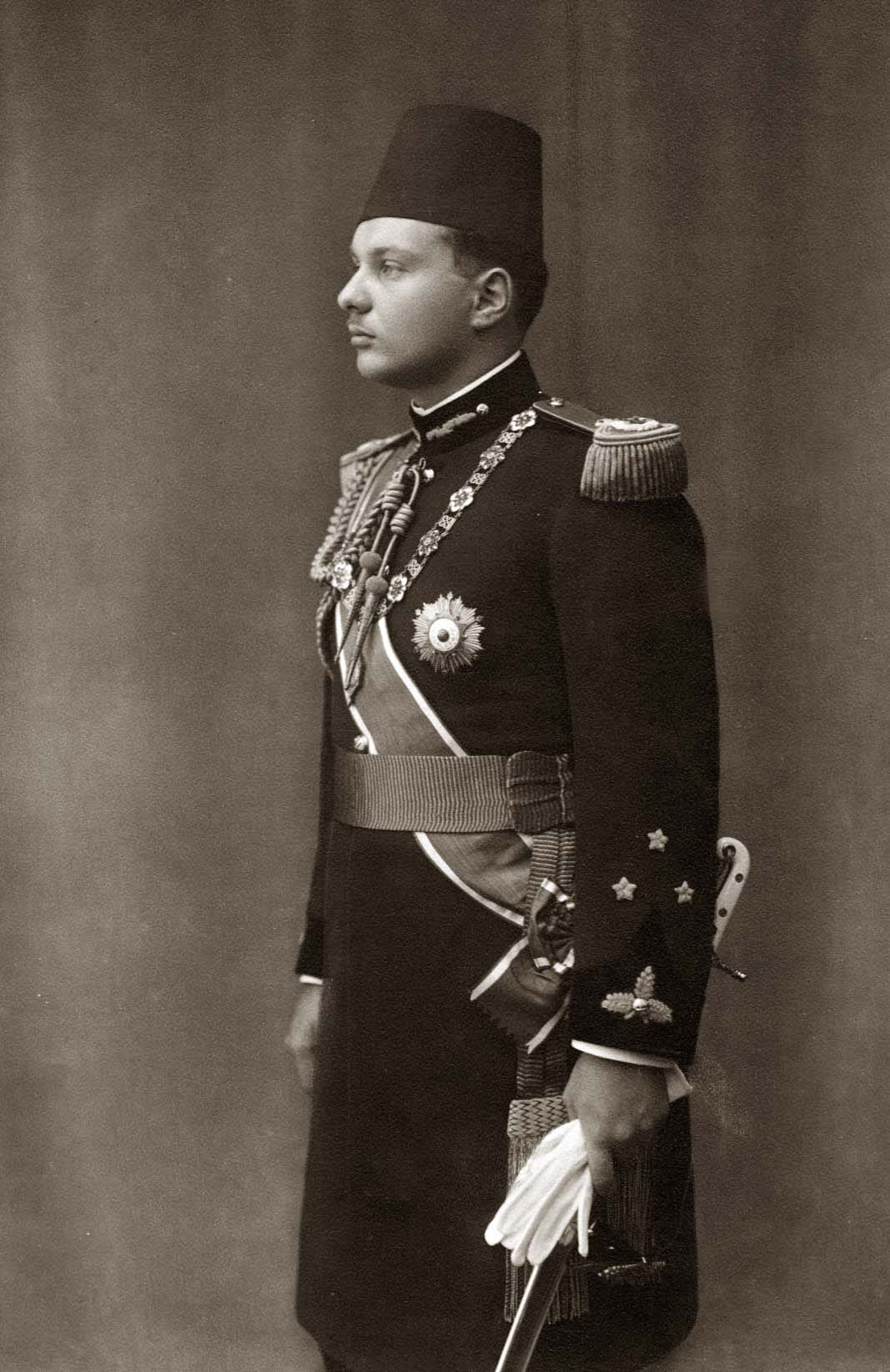
الملك فاروق عام 1938

بوفاة الملك فؤاد انطوت صفحة هامة في تاريخ مصر الحديث لتبدأ بعدها صفحة جديدة من صفحات تاريخ أسرة محمد علي باشا مؤسس الأسرة العلوية، عاد الأمير فاروق إلى مصر في 6 مايو سنة 1936 وهو التاريخ الذي اتخذ فيما بعد التاريخ الرسمي لجلوسه على العرش، ونصب ملكا على البلاد خلفا لوالده الملك فؤاد الأول، وذلك وفقا لنظام توارث عرش المملكة المصرية في بيت محمد علي الذي وضعه الملك فؤاد بنفسه بالتفاهم مع الإنجليز.
كانت المادة الثامنة في نظام وراثة العرش تنص على أنه «يبلغ الملك سن الرشد إذا اكتمل له من العمر ثماني عشرة سنة هلالية»
كما نصت المادة التاسعة على أنه: يكون للملك القاصر هيئة وصاية للعرش لتولي سلطة الملك حتى يبلغ سن الرشد.
وقد حددت المادة العاشرة طريقة تشكيل مجلس الوصاية كما يلي:
«تؤلف هيئة وصاية العرش من ثلاثة يختارهم الملك لولي العهد القاصر بوثيقة تحرر من أصلين يودع أحدهما بديوان الملك والآخر برئاسة مجلس الوزراء، وتحفظ الوثيقة في ظرف مختوم ولا يفتح الظرف ولا تعلن الوثيقة إلا بعد وفاته وأمام البرلمان»
ويجب فيمن يعين في هيئة الوصاية أن يكون مصريا مسلما وأن يختار من الطبقات الآتي ذكرها:
1. أمراء الأسرة المالكة وأصهارهم الأقربون.
2. رؤساء مجلس النواب الحالي والسابقون.
3. الوزراء أو من تولوا مناصب الوزراء.
4. رئيس وأعضاء مجلس الأعيان وكذا رؤساؤه السابقون وهذا إذا نص الدستور على إنشاء مجلس أعيان.

على أن هذا الاختيار لا ينفذ إلا إذا وافق عليه البرلمان.
وعلى ذلك فقد تم إسناد مهام الملك إلى مجلس الوصاية الذي اختاره الملك فؤاد قبل وفاته، والذي كتب الملك فؤاد أسمائهم في وثيقة من نسختين طبق الأصل أودعت إحداهما في الديوان الملكي وأودعت الأخرى في البرلمان. وقد تم فتح الوثيقتين والتأكد من مطابقتهما في جلسة برلمانية في 8 مايو 1936 تم فيها تسمية مجلس الأوصياء على العرش وهم:
1. الأمير محمد علي توفيق أكبر أمراء الأسرة العلوية سنًا والذي أصبح وليا للعرش كذلك وظل يشغل هذا المنصب حتى ولادة ابن فاروق الأول أحمد فؤاد
2. شريف صبري باشا (شقيق الملكة نازلي أي خال الملك فاروق)
3. . عزيز عزت باشا (وزير الخارجية وقتها وكان أول سفير لمصر لدى المملكة المتحدة)

ومنذ توليه الحكم عين الدكتور حسين باشا حسني سكرتيرا خاصا له وحتى تنازله عن العرش.
واستمرت مدة الوصاية ما يقارب السنة وثلاثة شهور إذ أتم الملك فاروق 18 سنة هلالية في 21 جمادى الأول 1356 هـ الموافق 29 يوليو 1938م وعليه فقد تم تتويجه يومها رسميا كملك رسمي للبلاد وتولى العرش منفردا دون مجلس وصاية.
استقبل الشعب المصري كله الملك الشاب استقبالا رائعا نابعا من قلوب المصريين الذين أحبوا الملك الشاب وكانت القلوب كلها تعطف عليه لحداثة سنه ولوفاة أبيه وهو بعيد عنه وفي بلاد غريبة واستبشروا بقدومه خيرا بعد عهد أبيه الذي كان ينظر إليه على أنه ملك مستبد وموال للإنجليز.

### محاولة استكمال الدراسة

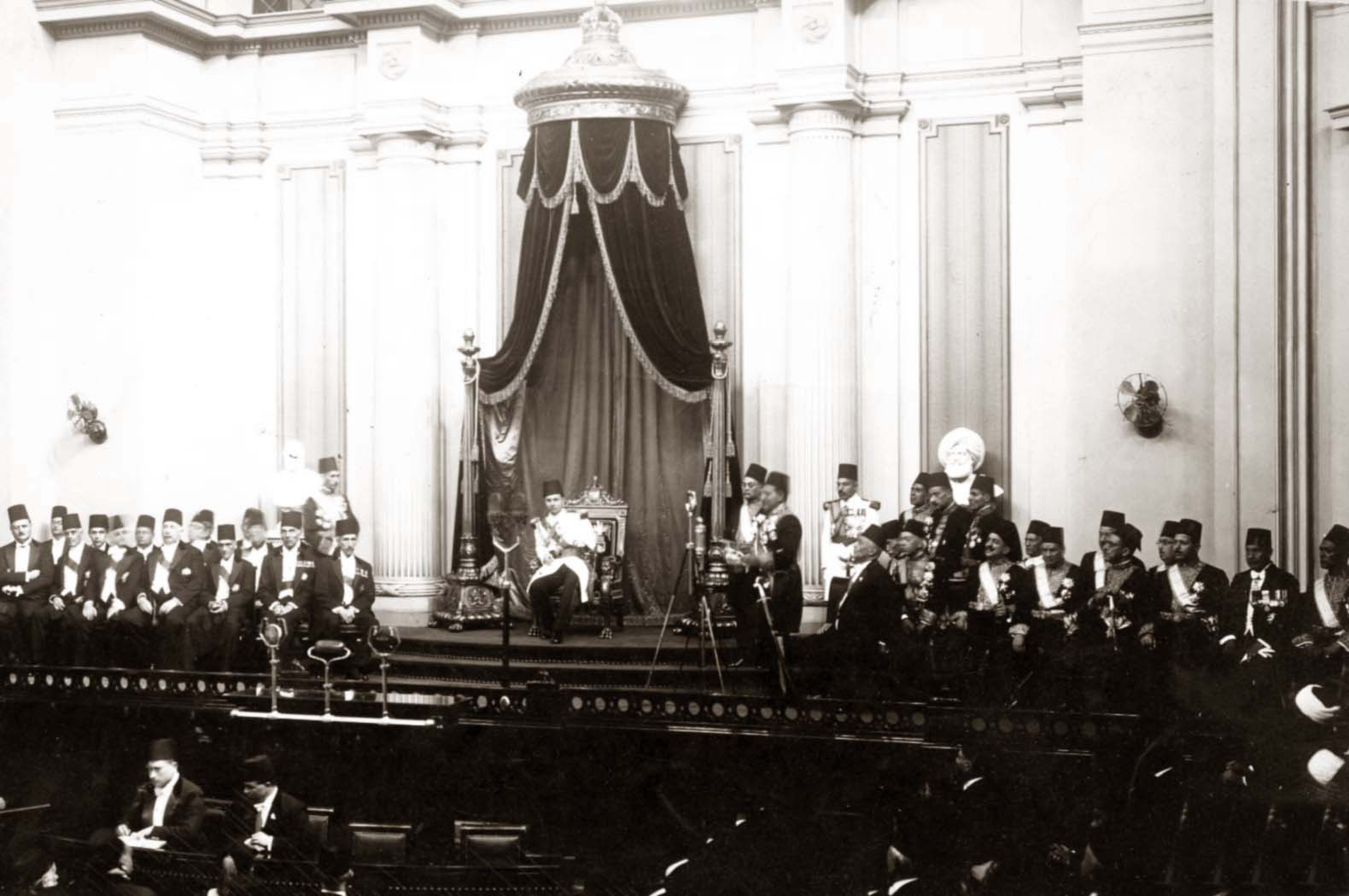
الملك فاروق يفتتح البرلمان 1937

بعد عودة فاروق إلى مصر وتولي مجلس الوصاية القيام بوظائفه طلب الأمير محمد علي من أحمد حسنين (بك) إعداد برنامج دراسي للملك فاروق لكي يقوم باستكمال دراسته التي لم يستكملها بالخارج على أن يوافيه بعدها بتقارير دورية عن انتظام سير هذه الدراسة وطلب أحمد حسنين (بك) من حسين باشا حسني تولي هذه المسؤولية فشرع في وضع برنامج الدراسة المطلوب بالاشتراك مع أحمد حسنين (بك)، وكان السير (مايلز لامبسون) المندوب السامي البريطاني قد رشح شابا إنجليزيا واسمه مستر (فورد) لتدريس آداب اللغة الإنجليزية وكذلك لتدريب الأمير الشاب في بعض الألعاب الرياضية، إلا أن الأمير الشاب لم يكن مرحبا بذلك الرجل الإنجليزي لكونه كان مرشحا من المندوب البريطاني.

### الاحتفال بتنصيب فاروق ملكا على مصر

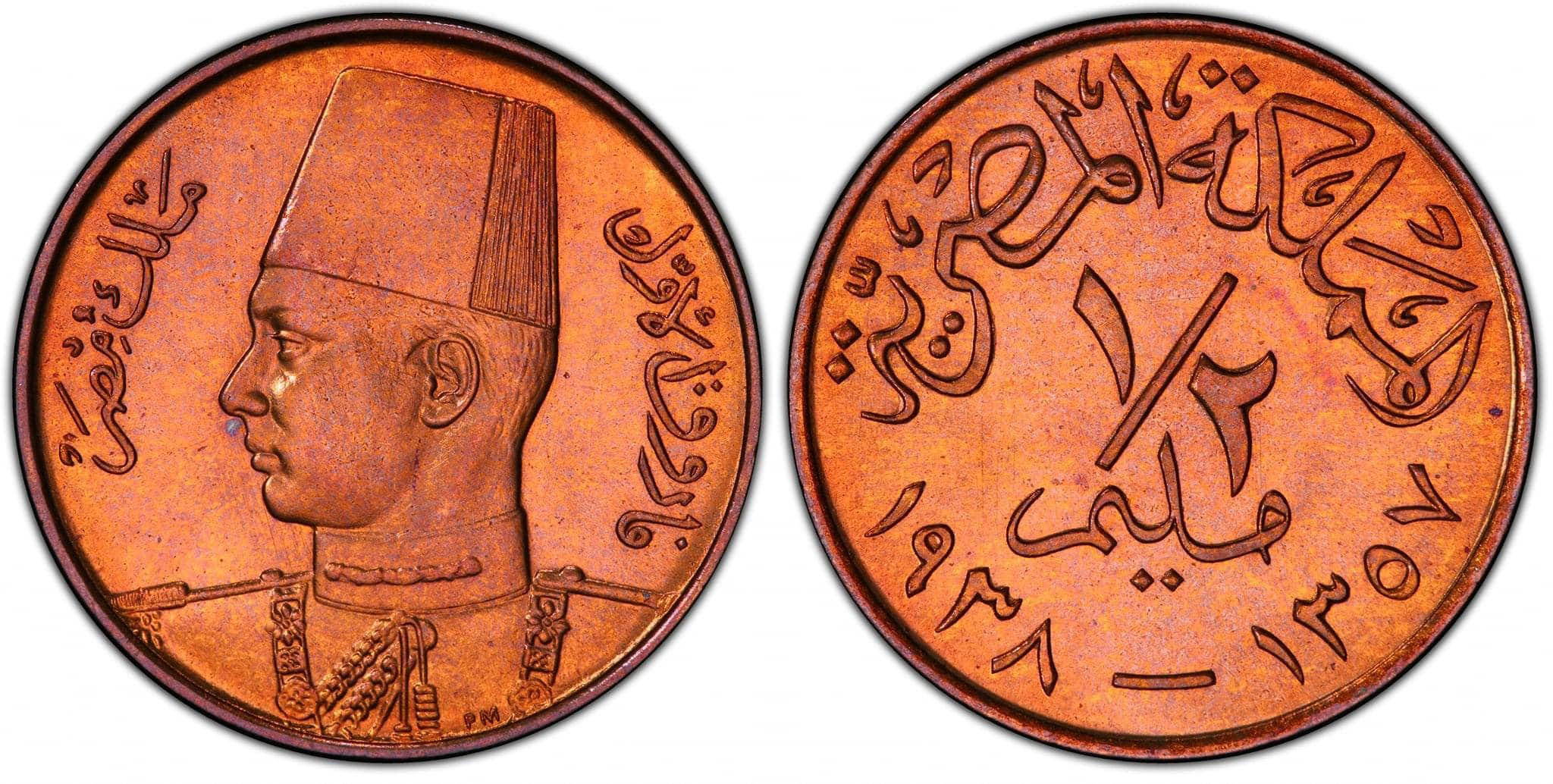
عملة معدنية من فئة 1/2 مليم صدرت سنة 1938م يظهر الملك على وجهها الخلفي.

ويذكر الدكتور حسين حسني باشا السكرتير الخاص للملك فاروق في كتابه (سنوات مع الملك فاروق) عن الاحتفال بتنصيب الملك فاروق فيقول: (ولقد كانت حفلات تولية الملك عيدا بل مهرجانا متواصلا لم تر البلاد له مثيلا من قبل ولم يسبق أن زخرت العاصمة بمثل ما احتشد فيها خلالها من جموع الوافدين إليها من أقصى أنحاء البلاد ومن الخارج للمشاركة في الاحتفاء بالملك الشاب أو لمجرد رؤية موكبه للذهاب إلى البرلمان ولتأدية الصلاة أو لحضور العرض العسكري أو لاجتلاء الزينات التي أقيمت في الشوارع والميادين وعلى المباني العامة والخاصة، كما شهد القصر فيها ما لم يشهده من قبل من ازدحام فاضت به جوانبه وجوانب السرادق الكبير الذي أقيم في ساحته لاستقبال المهنئين يوم التشريفات التي امتدت ساعتين أطول مما كان مقدرا لها، وظل الملك خلالها واقفا على قدميه لمصافحة كل فرد من المهنئين مما جعله يطلب فترة قصيرة للراحة، وفضلا عن ذلك فإن ممثلي تلك الجموع من مختلف الفئات والهيئات دعوا إلى حفلة الشاي التي أقيمت بحديقة القصر في آخر أيام الحفلات، وأخذ الملك يتنقل بين الموائد المختلفة لتحية المدعوين قبل أن يأخذ مكانه على المائدة الكبرى وسطهم، وقد كان سعيدا كل السعادة بما تم على يده من فتح جديد في تقاليد القصر وما كان يحوطه به الشعب من مظاهر وتجاوب معه).

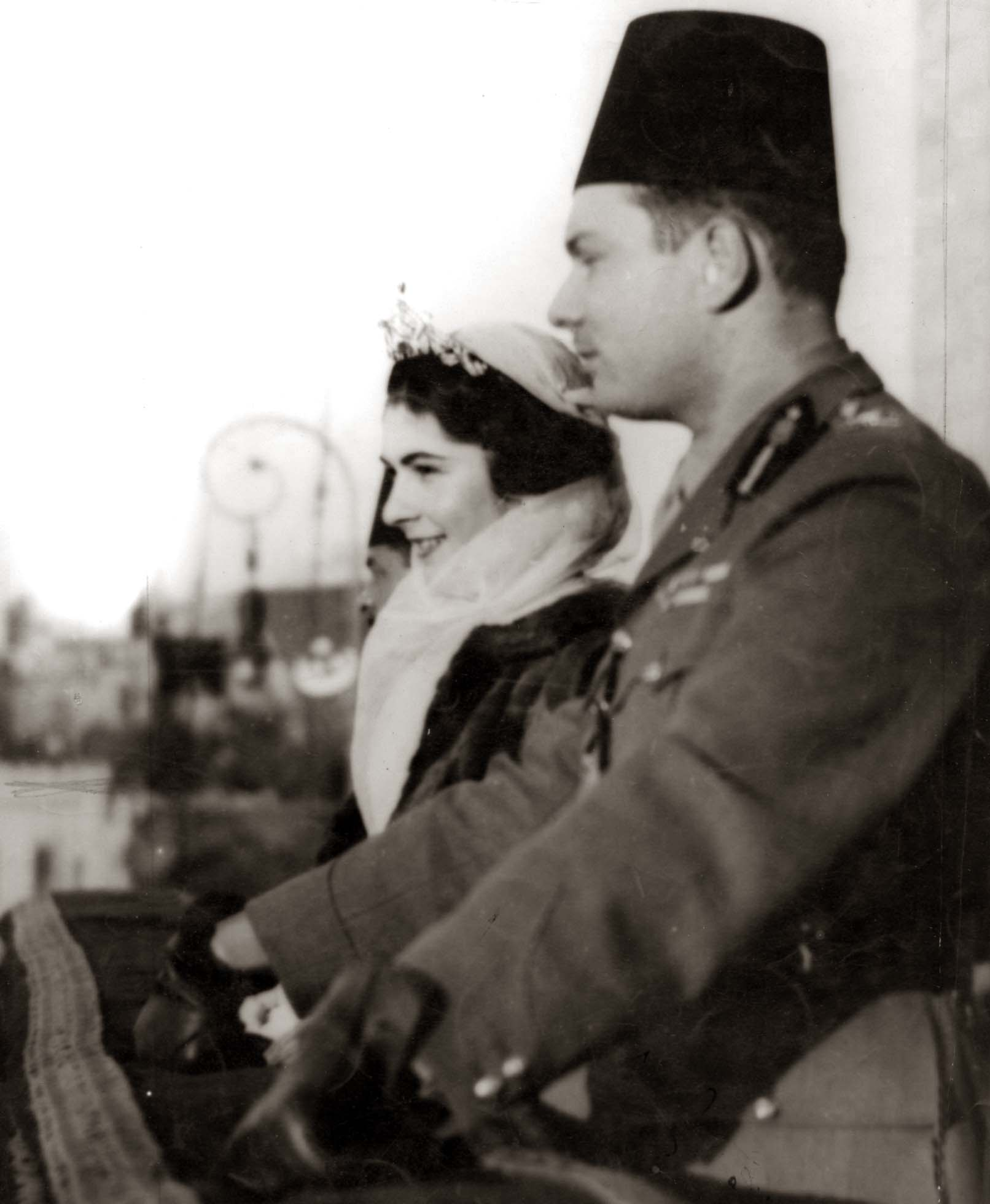

## لقب ملك مصر والسودان

الشعار الملكي الخاص بالملك فاروق

تم إعلان انتهاء الحماية البريطانية على مصر إثر تصريح 28 فبراير 1922  فتحولت مصر إلى مملكة، وتم وضع أول دستور للبلاد عام 1923 على إثر ذلك الاستقلال، وعلى الرغم من إنهاء الحماية فقد احتفظت بريطانيا بأربع ميزات:
1. حق إنجلترا في تأمين مواصلات إمبراطوريتها في مصر
2. حق إنجلترا في الدفاع عن مصر ضد أي اعتداء أو تدخل أجنبي
3. حماية المصالح الأجنبية والأقليات
4. حق إنجلترا في التصرف في السودان

وضع السودان الخاص في قرار إنهاء الحماية البريطانية على مصر لم يسمح بتلقيب الملك فؤاد بلقب ملك مصر والسودان، إذ وضع نص صريح في الدستور في باب الأحكام الانتقالية يوضح أن لقب الملك فؤاد يتحدد حسبما ينتهي الإنجليز من تقرير وضع السودان. بعدها تلقب بحضرة صاحب الجلالة الملك فؤاد الأول - ملك مصر وسيد النوبة وكردفان ودارفور ودخلت الحكومات المصرية المتعاقبة في مفاوضات مع بريطانيا من أجل الجلاء. فبمقتضى الامتيازات السابقة كان الجيش البريطاني موجودا في العديد من أنحاء مصر والسودان. في عام 1936 وقعت مصر معاهدة الصداقة مع بريطانيا وتضمنت بنودها قصر وجود الجيش البريطاني على منطقة القناة فقط مع تقليص عدد الجنود إلى 10.000 جندي، وكذا حق الجيش البريطاني في الطيران فوق منطقة القناة وكذلك حق مصر في إنشاء جيش نظامي (وكان الجيش المصري قد تم تسريحه عام 1882 بقرار من الخديوي توفيق إثر الاحتلال البريطاني لمصر). نصت الإتفاقية أيضا على أن يتم مراجعة هذه الوضع بعد 20 سنة لبيان مدى قدرة الجيش المصري على الحفاظ على سلامة الملاحة في قناة السويس كما تضمنت المعاهدة بندا يقضي بإرجاع الجيش المصري للسودان والاعتراف بالإدارة المشتركة مع بريطانيا، وأعطت المعاهدة الحق لمصر في المطالبة بإلغاء الامتيازات الأجنبية وحريتها في عقد المعاهدات السياسة مع الدول الأجنبية وإلغاء تصريح 28 فبراير بتحفظاته الأربعة وتبادل السفراء مع بريطانيا العظمى، وبعد وفاة الملك فؤاد في عام 1936 تولى الملك فاروق عرش مصر، وكان لقبه حين تولى العرش ملك مصر وصاحب السودان وكردفان ودارفور وليس ملك مصر والسودان. أدت الحرب العالمية الثانية إلى تأخير تنفيذ بنود معاهدة 36. وبعد انتهائها بدأت القوات الإنجليزية في الانسحاب إلى مدن القناة بموجب الاتفاقية. وكان الشغل الشاغل للحكومات المصرية آنذاك تحقيق الجلاء التام الغير مشروط، فدخلت في سلسلة أخرى من المفاوضات بهدف تعديل بنود معاهدة 1936 وإضافة تحسينات إلى المكاسب التي حققتها. إلا أن المفاوضات فشلت إثر تمسك بريطانيا بإعطاء السودان حق تقرير المصير مقابل الجلاء عن مصر مما دفع حكومة مصطفى النحاس باشا والبرلمان إلى إلغاء معاهدة 1936 في 15 أكتوبر 1951، وعلى إثر هذا الإلغاء تم إعلان حالة الكفاح المسلح ضد قوات الجيش البريطاني الموجودة في القناة، كما تم ضم السودان إلى السيادة المصرية وتلقيب الملك فاروق «ملك مصر والسودان». لم تعترف العديد من دول العالم بهذا اللقب واشتعلت نيران الصراع مع إنجلترا ثم تصاعدت الأحداث داخليا إذ دخلت مصر بعد هذا الإعلان في موجة من الفوضى العارمة «مجهولة الفاعل» من فتنة طائفية إلى حرائق إلى مظاهرات إلى حظر تجوال وأحكام عرفية ثم تطورت الأحداث وبلغت ذروتها فقامت حركة الضباط الأحرار في 26 يوليو بتوجيه إنذار للملك فاروق تطلب منه مغادرة البلاد والتنازل عن عرشه لولي العهد الأمير أحمد فؤاد فسقط حكم الوفد والملك.

## حادثة 4 فبراير 1942

صورة تجمع بين الملك فاروق ومصطفى النحاس.

في 4 فبراير 1942 قامت القوات البريطانية بمحاصرته بقصر عابدين، وأجبره السفير البريطاني في القاهرة السير مايلز لامبسون على التوقيع على قرار باستدعاء زعيم حزب الوفد مصطفى النحاس لتشكيل الحكومة بمفرده أو أن يتنازل عن العرش.
كانت تلك الحادثة قد حدثت أثناء الحرب العالمية الثانية، وكانت القوات الألمانية بقيادة إرفين رومل موجودة في العلمين، وكان الموقف العسكري مشحونًا بالاحتمالات الخطيرة على مصر ولاتباع التقليد الدستوري الخاص بتشكيل وزارة ترضى عنها غالبية الشعب وتستطيع إحكام قبضة الموقف الداخلي، فطلب السفير البريطاني منه تأليف وزارة تحرص على الولاء لمعاهدة 1936 نصًا وروحًا قادرة على تنفيذها وتحظى بتأييد غالبية الرأي العام، وأن يتم ذلك في موعد أقصاه 3 فبراير 1942، ولذلك قام الملك باستدعاء قادة الأحزاب السياسية في محاولة لتشكيل وزارة قومية أو ائتلافية، وكانوا جميعا عدا مصطفى النحاس مؤيدين لفكرة الوزارة الائتلافية برئاسته. فهي تحول دون انفراد حزب الوفد بالحكم خصوصًا أن لهم أغلبية بالبرلمان، فطلبت المملكة المتحدة من سفيرها السير مايلز لامبسون أن يلوح باستخدام القوة أمام الملك، وفي صباح يوم 4 فبراير 1942 طلب السفير مقابلة رئيس الديوان الملكي أحمد حسنين باشا وسلمه إنذارًا موجها للملك هدده فيه بأنه إذا لم يعلم قبل الساعة السادسة مساءً أنه قد تم تكليف مصطفى النحاس بتشكيل الحكومة فإنه يجب عليه أن يتحمل تبعات ما يحدث، وكان السفير جادًا في هذا الإنذار، وكان يعد من يحتل العرش مكانه، وهو ولي العهد الأمير محمد علي توفيق الذي ظل حلم اعتلائه للعرش يراوده لسنوات طويلة، كما أنه أكبر أفراد أسرة محمد علي سنًا، إلا أن زعيم حزب الوفد مصطفى النحاس رفض الإنذار. وعند مساء هذا اليوم 4 فبراير 1942 توجه السفير ومعه قائد القوات البريطانية في مصر «الجنرال ستون» ومعهما عدد من الضباط البريطانيين المسلحين بمحاصرة ساحة قصر عابدين بالدبابات والجنود البريطانيين ودخلا إلى مكتب الملك وكان معه رئيس الديوان أحمد حسنين باشا، ووضع إمامة وثيقة تنازله عن العرش، وقد كتب بالوثيقة:
| فاروق الأول | نحن فاروق الأول ملك مصر، تقديرًا منا لمصالح بلدنا فإننا هنا نتنازل عن العرش ونتخلى عن أي حق فيه لأنفسنا ولذريتنا، ونتنازل عن كل الحقوق والامتيازات والصلاحيات التي كانت عندنا بحكم الجلوس على العرش، ونحن هنا أيضًا نحل رعايانا من يمين الولاء لشخصنا. صدر في قصر عابدين في هذا اليوم الرابع من فبراير 1942. | فاروق الأول |

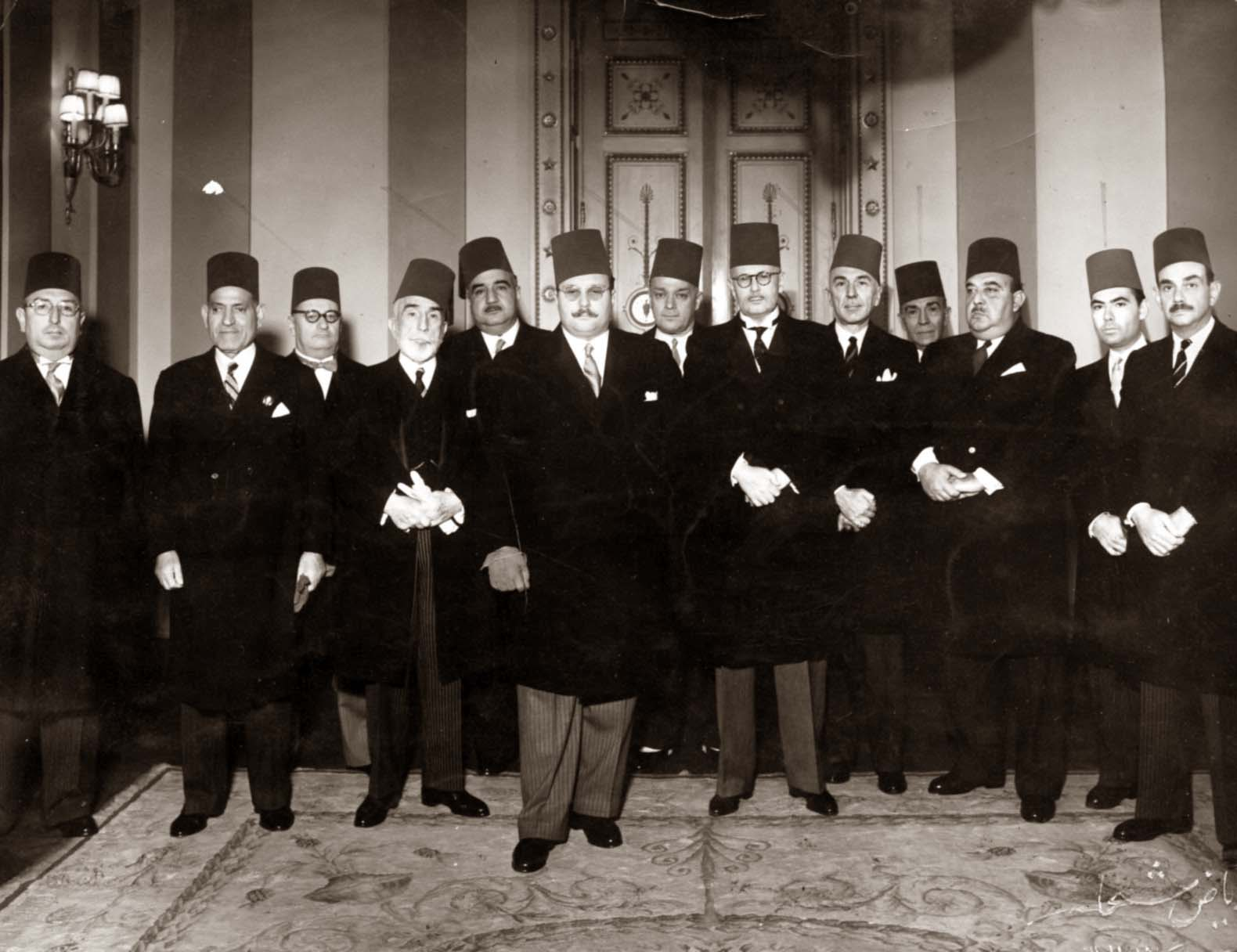
الملك فاروق مع إحدى الوزارات المشكلة

ويقول السير لامبسون إنه عندما وضع وثيقة التنازل أمام الملك تردد لثوان، وإنه أحس للحظة أن الملك سوف يأخذ القلم ويوقع، لكن رئيس الديوان الملكي أحمد حسنين باشا تدخل باللغة العربية وقال له شيئا ثم توقف الملك وطلب من «لامبسون» فرصة أخرى أخيرة ليستدعي مصطفى النحاس على الفور وفي وجوده إذا أراد وأن يكلفه على مسمع منه بتشكيل الوزارة، وسأله «لامبسون» إذا كان يفهم وبوضوح أنه يجب أن تكون الوزارة من اختيار النحاس وحده؟ فقال أنه يفهم، فقال له السير لامبسون إنه على استعداد لأن يعطيه فرصة أخيرة لأنه يريد أن يجنب مصر تعقيدات قد لا تكون سهلة في هذه الظروف، ولكن عليه أن يدرك أن تصرفه لا بد أن يكون فوريًا، فرد عليه مرة أخرى إنه يستوعب أن ضرورات محافظته على شرفه وعلى مصلحة بلاده تقتضي أن يستدعي النحاس فورًا.

## حادث القصاصين

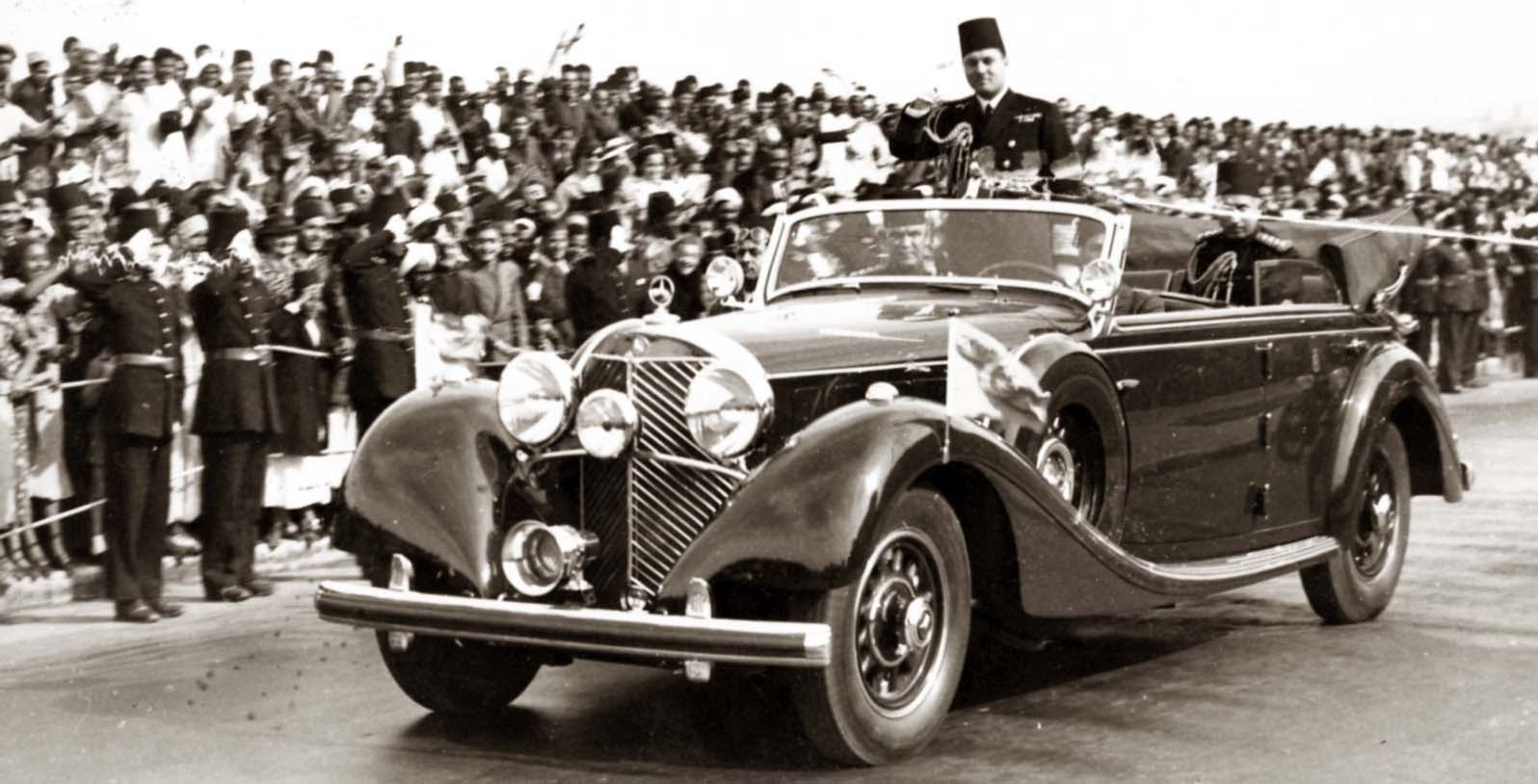
السيارة التي أهداها هتلر للملك فاروق بمناسبة زواجه

أصاب مصر الفزع والخوف عندما وقع حادث (عصر 15 نوفمبر 1943) وتعرض الملك فاروق لاصطدام سيارته التي كان يقودها بنفسه بسيارة مقطورة عسكرية إنجليزية، وكان عائدا من رحلة صيد بط قرب الإسماعيلية. ووقع الحادث أمام بوابة معسكر المنشآت الهندسية رقم 140، وكاد يودي بحياة الملك وكان يردد: يارب عفوك .. يارب عفوك. وتم نقله إلى داخل المعسكر لإسعافه ولكنه قال: لا أريد شيئا من هؤلاء (بعد انصراف الطبيب الإنجليزي) وفهم المرافقون مغزى كلام الملك وحملته السيارة الملكية إلى المستشفى العسكري القريب في القصاصين وقامت الطبيبة الإنجليزية بفحص الصدر والبطن وأشار الملك إلى موضع الألم وقال: عندي كسر في عظمة الحوض أسفل البطن ورغم ألمه الشديد كان سعيدا حينما شاهد ضباطاً وجنودا مصريين من الجيش المرابط في المنطقة وقد أسرعوا من تلقاء أنفسهم وأحاطوا بالمستشفى لحراسته وتم إبلاغ القصر الملكي وحضر الجراح علي إبراهيم باشا بالطائرة من القاهرة وكان أحد كبار الجراحين الإنجليز قد عرض إجراء العملية بصفة عاجلة ولكن الملك فضل انتظار الجراح المصري رغم خطورة إصابته، وكان الملك فاروق يقود السيارة التي أهداها له هتلر بسرعة كبيرة بجوار ترعة الإسماعيلية وفوجئ بالمقطورة الإنجليزية وكانت قادمة من بني غازي وقد انحرفت يسارا فجأة وسدت الطريق أمامه لكي تدخل المعسكر، وقام الملك بالانحراف لتفادي السقوط في الترعة، واصطدمت مقدمة المقطورة بسيارته وطارت عجلاتها الأمامية وحطمت الباب الأمامي ووقع الملك فاروق وسط الطريق. وسرعان ما انتشر الخبر في أرجاء مصر وزحفت الجماهير بالألوف وأحاطت بمستشفى القصاصين طوال إقامة الملك به بعد الجراحة الخطيرة التي ظل يعاني من آثارها، وسرت شائعات بأن الحادث كان مدبرا للتخلص من الملك فاروق بسبب تفاقم الخلاف الحاد بينه وبين السفير البريطاني (السير مايلز لامبسون) بعد حادث 4 فبراير وحصار الدبابات البريطانية لقصر عابدين ولكن الملك نجا بأعجوبة وتجلى مدى حب الشعب له وقتها.

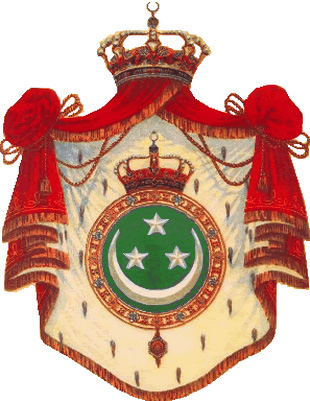
شعار المملكة المصرية

## ثورة 23 يوليو 1952الضباط الأحرار ونهاية الحكم الملكي المصري

برواز محطم يحمل صورة الملك فاروق خلال الثورة

استمر حكم فاروق مدة ستة عشر سنة إلى أن أرغمته ثورة 23 يوليو 1952 على التنازل عن العرش لابنه الطفل أحمد فؤاد والذي كان عمره حينها ستة أشهر وفي تمام الساعة السادسة والعشرون دقيقة مساء يوم 26 يوليو 1952 غادر الملك فاروق مصر على ظهر اليخت الملكي المحروسة (وهو نفس اليخت الذي غادر به جده الخديوي إسماعيل عند عزله عن الحكم). وأدى الضباط التحية العسكرية وأطلقت المدفعية إحدى وعشرون طلقة لتحية الملك فاروق عند وداعه، وكان في وداعه اللواء محمد نجيب وأعضاء حركة الضباط الأحرار والذين كانوا قد قرروا الاكتفاء بعزله ونفيه من مصر بينما أراد بعضهم محاكمته وإعدامه كما فعلت ثورات أخرى مع ملوكها.

### نص الإنذار الموجه إليه
| فاروق الأول | من اللواء أركان حرب محمد نجيب باسم ضباط الجيش ورجاله إلى الملك فاروق الأول أنه نظرًا لما لاقته البلاد في العهد الأخير من فوضى شاملة عمت جميع المرافق نتيجة سوء تصرفكم وعبثكم بالدستور وامتهانكم لإرادة الشعب حتى أصبح كل فرد من أفراده لا يطمئن على حياته أو ماله أو كرامته. ولقد ساءت سمعة مصر بين شعوب العالم من تماديكم في هذا المسلك حتى أصبح الخونة والمرتشون يجدون في ظلكم الحماية والأمن والثراء الفاحش والإسراف الماجن على حساب الشعب الجائع الفقير، ولقد تجلت آية ذلك في حرب فلسطين وما تبعها من فضائح الأسلحة الفاسدة وما ترتب عليها من محاكمات تعرضت لتدخلكم السافر، مما أفسد الحقائق وزعزع الثقة في العدالة وساعد الخونة على ترسم هذا الخطأ فأثرى من أثرى وفجر من فجر وكيف لا والناس على دين ملوكهم. لذلك قد فوضني الجيش الممثل لقوة الشعب أن أطلب من جلالتكم التنازل عن العرش لسمو ولي عهدكم الأمير أحمد فؤاد على أن يتم ذلك في موعد غايته الساعة الثانية عشرة من ظهر اليوم السبت الموافق 26 يوليو 1952 والرابع من ذي القعدة سنة 1371 ومغادرة البلاد قبل الساعة السادسة من مساء اليوم نفسه. والجيش يحمل جلالتكم كل ما يترتب على عدم النزول على رغبة الشعب من نتائج. فريق أركان حرب محمد نجيب الإسكندرية في يوم السبت 4 من ذي القعدة 1371 هـ، 26 يوليو سنة 1952 ميلادية. | فاروق الأول |

### تنازله عن العرش

صورة من وثيقة تنازل الملك فاروق عن عرش مصر

الملك فاروق وابنه أحمد فؤاد والملكة ناريمان بعد وصلوهم إلى ميناء نابولي 28 يوليو 1952

طالب بأن يحافظ على كرامته في وثيقة التنازل عن العرش، فطمأنه علي ماهر باشا وذكر له أنها ستكون على مثال الوثيقة التي تنازل بها ملك بلجيكا عن عرشه، واتصل علي ماهر باشا بالدكتور عبد الرزاق السنهوري طالبًا منه تحرير وثيقة التنازل. فأعدت الوثيقة وعرضت على محمد نجيب فوافق عليها، واقترح جمال سالم إضافة عبارة (ونزولًا على إرادة الشعب) على صيغة الوثيقة وتم تكليف سليمان حافظ بحمل الوثيقة وتوقيعها من الملك، فاستقبله قرأها أكثر من مرة، واطمأن للشكل القانوني لها وأراد إضافة كلمة (وإرادتنا) عقب عبارة ونزولًا على إرادة الشعب، لكنه أفهمه أن صياغة الوثيقة في صورة أمر ملكي تنطوي على هذا المعنى، وإنها تمت بصعوبة كبيرة ولا تسمح بإدخال أي تعديل، وكان وقتها في حالة عصبية سيئة.

#### نص التنازل عن العرش
| فاروق الأول | أمر ملكي رقم 65 لسنة 1952 نحن فاروق الأول ملك مصر والسودان لما كنا نتطلب الخير دائما لأمتنا ونبتغي سعادتها ورقيها ولما كنا نرغب رغبة أكيدة في تجنيب البلاد المصاعب التي تواجهها في هذه الظروف الدقيقة ونزولا على إرادة الشعب قررنا النزول عن العرش لولي عهدنا الأمير أحمد فؤاد وأصدرنا أمرنا بهذا إلى حضرة صاحب المقام الرفيع علي ماهر باشا رئيس مجلس الوزراء للعمل بمقتضاه. صدر بقصر رأس التين في 4 ذي القعدة 1371 هـ الموافق 26 يوليو 1952 | فاروق الأول |

## إنجازات عصر فاروق

### إنجازات تمت في عام 1936
- قرر الملك فاروق في عام 1936 إبعاد جميع العاملين الإنجليز في خدمة القصر بما فيهم سائقه الخصوصي والحرس الخاص للملك ولم يترك سوى الصيدلي الأول حتى نهاية عقده ومربيات شقيقاته الأميرات (ثم بناته).
- طلب من الحكومة إلغاء الامتيازات التي كان يحصل عليها السفير البريطاني مثل (السماح بحراسة خاصة من الجيش الإنجليزي للسفارة، وفتح الباب الملكي بمحطة السكك الحديدية عند سفره أو قدومه وتخصيص قطار خاص له، والاستقبال الرسمي له عند قدومه وإحاطة سيارته بحرس خاص). وهي الامتيازات التي كان يتمتع بها المندوب السامي البريطاني قبل معاهدة 1936، والتي بموجبها زالت صفته كمندوب سام وأصبح سفيرا، ولكن حكومة الوفد رأت مجاملته بالإبقاء على هذه الامتيازات.

### انجازات تمت في عام 1937
- تبرع الملك فاروق في أغسطس 1937 بمبلغ 4325 جنيها للفقراء والجمعيات الخيرية، وقد شمل التبرع فقراء القاهرة والإسكندرية من خلال (الجمعية الخيرية الإسلامية بالقاهرة، جمعية المواساة الإسلامية بالإسكندرية، وجمعية الإسعاف، وجمعية التوفيق القبطية، والمستشفى الإسرائيلي).
- كان الملك فاروق طوال فترة حكمه يتبرع من أمواله الخاصة للفقراء، ويأمر باستقدام الطلبة العرب والأفارقة للدراسة في الأزهر على نفقته الخاصة، وتبرعاته خلال زيارته للمساجد والمصانع يستحيل حصرها لكثرتها.

### إنجازات تمت في عام 1938

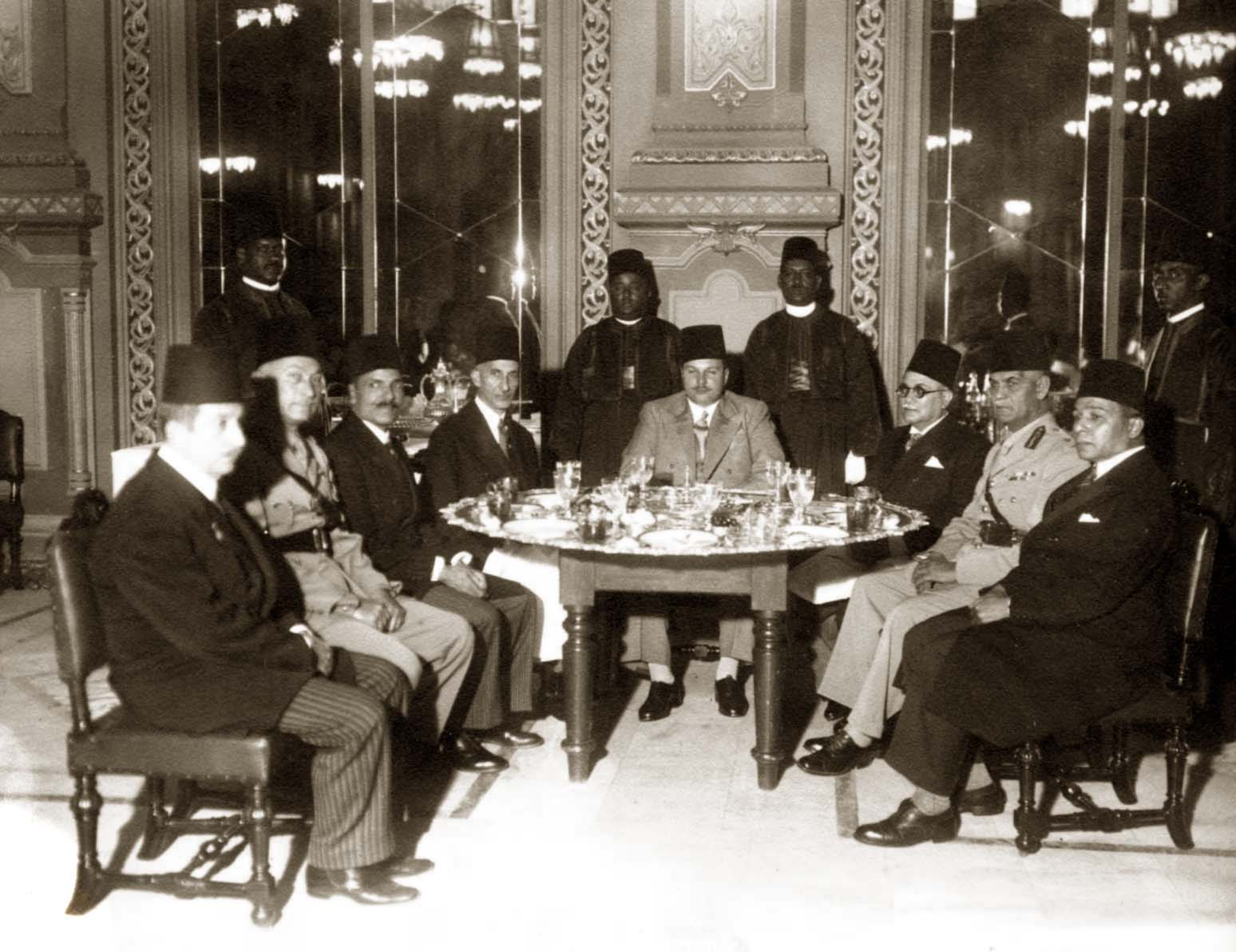
حفلات وولائم الملك فاروق في رمضان

- في عام 1938 أهدى الملك فاروق مسلمي الصين مئات من الكتب من المكتبة الملكية، وطلب أن توفد الصين 20 طالبا إلى مصر ليتعلموا على نفقته الخاصة.
- إنشاء الكلية الجوية (مدرسة الطيران العالي بألماظة 1937 والتي تحولت إلى كلية الطيران الملكية عام 1948).
- وضع حجر الأساس لمبنى نقابة المحامين، الذي افتُتح عام 1939.
- تمصير قيادة الجيش.
- توقيع اتفاقية مونتريه لإلغاء الامتيازات الأجنبية.
- انضمام مصر إلى عصبة الأمم.
- إنشاء خزان جبل الأولياء في السودان.
- أول مؤتمر برلماني للبلاد العربية والإسلامية من أجل فلسطين (7-11 أكتوبر).
- إنشاء جامعة فاروق الأول (الإسكندرية) والتي بدأت ببعض كليات تابعة لجامعة فؤاد الأول (القاهرة) في عام 1938، ثم أصبحت جامعة مستقلة في أغسطس 1942.
- افتتاح متحف فؤاد الأول الزراعي.

### إنجازات تمت في عام1939
- إنشاء وزارة الشؤون الاجتماعية، وكان أول وزير لها عبد السلام الشاذلي باشا، وهو اتجاه محمود للحكم أن يهتم بالشؤون الاجتماعية وينشئ لها وزارة من مجتمع طالما وصف بأنه مجتمع النصف في المائة.
- إنشاء نقابة الصحفيين (موافقة مجلس الوزراء بتاريخ 7 نوفمبر 1939 وتأسست النقابة عام 1941).
- إنشاء (الجيش المرابط)، وهي قوات شبه عسكرية لمعاونة الجيش في الدفاع عن البلاد حال تعرضها للخطر.
- صدر قانون الضرائب على الأرباح التجارية والصناعية.
- إنشاء قناطر الدلتا (محمد علي).
- افتتاح قناطر أسيوط سنة 1939.

### إنجازات تمت في عام1940

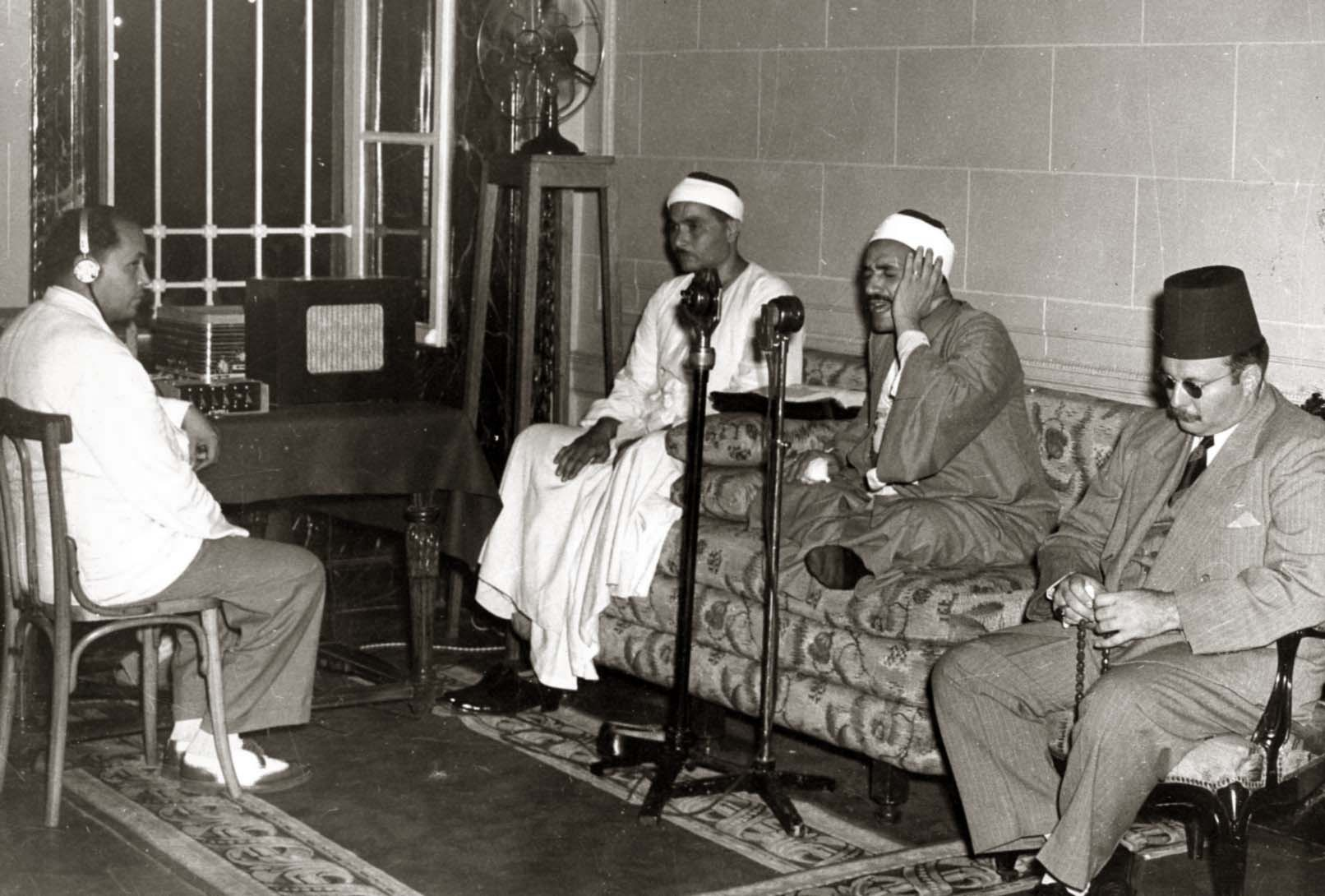
الملك فاروق يستمع إلى آيات الذكر الحكيم التي كانت تذاع في ليالي رمضان من قصر عابدين بحضور الشيخ طه الفشني وفضيلة الشيخ مصطفى إسماعيل إمام المقرئين.

إنشاء وزارة التموين وكان أول وزير لها صليب باشا سامي.

### إنجازات تمت في عام1941
- افتتاح مستشفى صيدناوي.
- إنشاء مطعم فاروق الخيري لصرف وجبات مجانية للفقراء من الخاصة الملكية.
- افتتاح دار الحكمة.

### إنجازات تمت في عام1942
- إنشاء ديوان المراقبة (المحاسبة ثم الجهاز المركزي للمحاسبات 1964).
- إنشاء نقابة ممثلي المسرح والسينما (نقابة المهن التمثيلية).
- تجديد مسجد المرسي أبو العباس بالإسكندرية.
- صدور قانون إنصاف الموظفين لزيادة الأجور وتحسين مستوى المعيشة.
- صدور قانون السلطة القضائية بشأن استقلال القضاء قانون رقم 66 لسنة 1943.
- الدفاع عن استقلال سوريا ولبنان في مواجهة الاستعمار الفرنسي.

### إنجازات تمت في عام1944
- إنشاء المعهد العالي للفنون المسرحية.
- زيارة مصانع المحلة الكبرى وافتتاح مصنع الغزل والنسيج يوليو 1944، وزيارته لنادي العمال والتبرع له بألف جنيه، وأثناء الزيارة دعا بعض العمال للجلوس معه على المائدة لاستكمال الحديث، ثم أمر بركوب نقيب العمال معه في طريقه لزيارة نادي العمال.
- إنشاء عيد العلم وتكريم الخريجين الذين بدأ بدعوتهم إلى مائدته للاحتفال بهم في القاهرة وفي الإسكندرية، في حالة وجوده بها.
- توزيع جوائز فؤاد الأول وفاروق الأول العلمية (جوائز الدولة التقديرية والتشجيعية فيما بعد) على المتفوقين.
- افتتاح مكتبة الأميرة فريال بمصر الجديدة.
- توقيع بروتوكول جامعة الدول العربية.

### إنجازات تمت في عام1945
- تأسيس الجمعية المصرية للدراسات التاريخية سنة 1945 للنهوض بالدراسات التاريخية ونشر الوعي التاريخي بين المواطنين، واتخذت مقرا مؤقتا بوزارة المعارف العمومية ثم انتقلت إلى جوار مقر الجمعية الزراعية الملكية، وظلت هناك حتى سنة 1958، ثم أنشئت هيئة المعارض مكانها، فتبرع حاكم الشارقه ب 600 متر في الحي الثامن بمدينة نصر وهو المقر الحالي.
- إنشاء معهدي الدراسات الإسلامية بمدريد والجزائر.
- صدور قانون حفظ الآثار وإنشاء معهد الوثائق والمكتبات.
- افتتاح قناطر إسنا.
- افتتاح المدينة الجامعية لجامعة فؤاد الأول (القاهرة) والتبرع بحوالي مائة وخمسين ألف جنيه لإتمامها.
- انضمام مصر للأمم المتحدة.

### إنجازات تمت في عام1946
- التبرع بمبلغ ثلاثة آلاف جنيه لجامعتي فؤاد الأول وفاروق الأول لسداد مصروفات الطلبة غير القادرين.
- معاهدة صدقي - بيفن والتي كانت ستتيح الجلاء خلال ثلاث سنوات وتعثرت بسبب رفض مصر التخلي عن السودان.
- إنشاء مصلحة الشهر العقاري.
- إنشاء مجلس الدولة.
- إنشاء الكلية البحرية.
- جلاء القوات البريطانية عن القاهرة.
- إنشاء مجلس لمكافحة الفقر والجهل والمرض سنة 1946، وقد ذهب جلالته إلى مجلس الوزراء. وبادر الوزراء وهم وقوف لتحيته قائلا: لقد جئت لأطالبكم بحق الفقير في أن تحموه من الفقر والجهل والمرض. وتطرق الحديث معهم إلى الإصلاحات الاجتماعية التي بدأها جلالته في تفتيش انشاص وطلب الوزراء زيارتها للتعرف عليها وقال لهم: شرطي الوحيد أن يطبقها كل منكم في ملكه الخاص.
- إسباغ الحماية على مفتي فلسطين الحاج أمين الحسيني.

### إنجازات تمت في عام1947
- مشروع كهرباء خزان أسوان.
- إنشاء مصلحة الأرصاد الجوية.
- إنشاء مجمع محاكم الجلاء.
- إنشاء سوق روض الفرج.

الملك فاروق مع عبد الرزاق السنهوري 1947

- إسباغ الحماية على الأمير عبد الكريم الخطابي ومنحه حق اللجوء السياسي.
- إرسال رسالة من القمح والأغذية لمواطني تونس مساعدة لهم في المحنة التي نزلت بهم .
- نجاح الدكتور مهندس بحري فؤاد بهجت في تصميم وإنتاج أول غواصة صغيرة في العالم.
- نجاح الدكتور فريد حسنى في عمل لفات مانجو (مثل قمر الدين) طويلة الصلاحية، وكذلك نجح في عمل مسحوق طماطم سريع الذوبان والذي طور فيما بعد لعمل القهوة سريعة الذوبان (مثل النيسكافيه).

### إنجازات تمت في عام1948
- إنشاء مسجد القائد إبراهيم بالإسكندرية.
- افتتاح دار فاروق الأول لرعاية أطفال العمال بالمحلة الكبرى.
- بدء مشروع الإصلاح الزراعي بتوزيع الملك الأرض على الفلاحين في قرية كفر سعد بدمياط حيث أُعطيت كل أسرة (600 أسرة) خمسة أفدنة من أراضي الدولة المستصلحة دون المساس بحقوق وملكيات ملاك الأراضي الآخرين.
- صدور القانون المدني المصري.

### إنجازات تمت في عام1949
- انتهاء العمل بنظام المحاكم المختلطة طبقا لاتفاقية مونتريه، وتطبيق القانون المصري على جميع المقيمين على أرض مصر.
- صدور قانون محاكمة الوزراء.
- صدور قانون الكسب غير المشروع (من أين لك هذا).
- توقيع اتفاق للوحدة مع سوريا.
- نجاح تجربة إطلاق أول صاروخ مصري (بمساعدة الخبراء الألمان) لمدى كيلومتر.

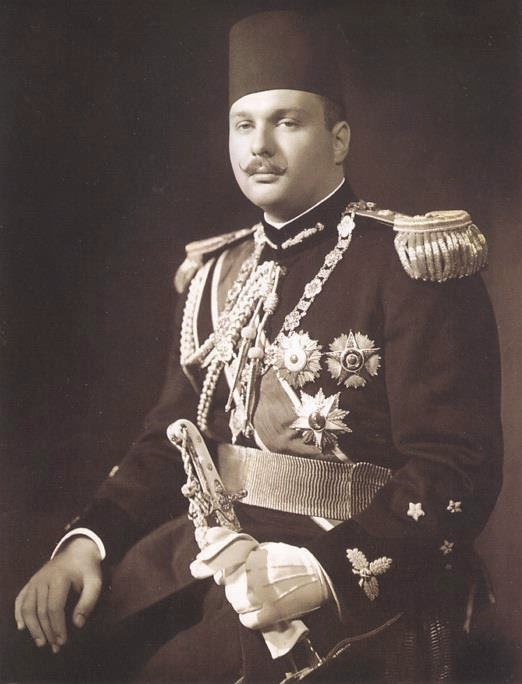
الملك فاروق عام 1946

### إنجازات تمت في عام1950
- إنشاء مصلحة ودار سك النقود.
- إنشاء وزارة الشؤون البلدية والقروية (الإدارة المحلية).
- إنشاء وزارة الاقتصاد.
- إنشاء معهد فؤاد الأول لبحوث الصحراء.
- إنشاء جامعة إبراهيم باشا (عين شمس) وتقرر إنشاء جامعة (محمد علي) في أسيوط.
- بدء برنامج تطوير الجيش المصري.
- تحويل نفقات احتفالات استقبال الملك بمناسبة عودته من أوروبا لأوجه البر.

### إنجازات تمت في عام1951
- إنشاء مشروع فاروق لإسكان الفقراء.
- بدء برنامج الصواريخ المصري وإنشاء المصانع الحربية (افتُتحت عام 1953).
- مجانية التعليم قبل الجامعي.
- افتتاح نادي القضاة.
- افتتاح قناطر إدفينا.
- إجراء التجارب الأولى لدخول التليفزيون.
- إنشاء مجمع التحرير سنة 1951 وتكلف حوالي مليون ومائتي ألف جنيه.
- إلغاء معاهدة 1936.
- إنتاج أول طائرة تدريب مصرية بمحركات توربينية.

### إنجازات تمت في عام1952
- إنشاء المجلس الأعلى للبحوث العلمية والصناعية (المركز القومي للبحوث فيما بعد).
- إنشاء ديوان الموظفين (الجهاز المركزي للتنظيم والإدارة فيما بعد).
- إنشاء مدينة فاروق الأول للبحوث الإسلامية.
- بدء حفر ترعة النوبارية.
- افتتاح بنك القاهرة.
- افتتاح مبنى الغرف التجارية للقطر المصري (اتحاد الغرف التجارية فيما بعد) في 15 مايو، وكان آخر مناسبة رسمية شارك فيها الملك قبل أن يغادر مصر.
- التبرع كشخص مجهول للفدائيين الجامعيين لشراء الأسلحة اللازمة لحرب العصابات في منطقة القنال.

## الوزارات التي شكلت في عهده[9]
| رئيس الوزارة             | من             | إلى            | ملاحظات |
| ------------------------ | -------------- | -------------- | --- |
| مصطفى النحاس باشا        | 9 مايو 1936    | 31 يوليو 1937  | كلفه الملك فؤاد بتشكيل الوزراة قبل وفاته في 28 إبريل 1936                                                                             |
| مصطفى النحاس باشا        | 1 أغسطس 1937   | 30 ديسمبر 1937 | شكلت بمناسبة انتهاء الوصاية على العرش وبلوغ الملك فاروق 18 سنة هلالية                                                                 |
| محمد محمود باشا          | 31 ديسمبر 1937 | 27 أبريل 1938  | - |
| محمد محمود باشا          | 27 أبريل 1938  | 24 يوليو 1938  | - |
| محمد محمود باشا          | 24 يوليو 1938  | 18 أغسطس 1939  | - |
| علي ماهر باشا            | 18 أغسطس 1939  | 28 يونيو 1940  | - |
| حسن صبري باشا            | 28 يونيو 1940  | 14 نوفمبر 1940 | انتهت بوفاة حسن صبري باشا في البرلمان أثناء إلقائه لخطاب العرش يوم إفتتاح البرلمان                                                    |
| حسين سري باشا            | 15 نوفمبر 1940 | 4 فبراير 1942  | - |
| مصطفى النحاس باشا        | 4 فبراير 1942  | 9 أكتوبر 1944  | تشكلت إثر حادثة 4 فبراير الشهيرة |
| أحمد ماهر باشا           | 9 أكتوبر 1944  | 15 يناير 1945  | |
| أحمد ماهر باشا           | 15 يناير 1945  | 24 فبراير 1945 | انتهت باغتيال أحمد ماهر باشا في مبنى البرلمان                                                                                         |
| محمود فهمى النقراشى باشا | 24 فبراير 1945 | 15 فبراير 1946 | - |
| إسماعيل صدقي باشا        | 15 فبراير 1946 | 10 ديسمبر 1946 | - |
| محمود فهمي النقراشي باشا | 10 ديسمبر 1946 | 28 ديسمبر 1948 | انتهت باغتيال محمود فهمي النقراشي باشا في مقر وزارة الداخلية                                                                          |
| إبراهيم عبد الهادي باشا  | 28 ديسمبر 1948 | 26 يوليو 1949  | - |
| حسين سري باشا            | 26 يوليو 1949  | 3 نوفمبر 1949  | - |
| حسين سري باشا            | 3 نوفمبر 1949  | 12 يناير 1950  | - |
| مصطفى النحاس باشا        | 12 يناير 1950  | 27 يناير 1952  | الوزارة التي ألغت اتفاقية 1936 وأعلنت الملك فاروق ملكا على مصر والسوادن وقد سقطت إثر أحداث حريق القاهرة في 26 يناير 1952              |
| علي ماهر باشا            | 27 يناير 1952  | 1 مارس 1952    | - |
| أحمد نجيب الهلالي باشا   | 1 مارس 1952    | 2 يوليو 1952   | - |
| حسين سري باشا            | 2 يوليو 1952   | 22 يوليو 1952  | - |
| أحمد نجيب الهلالي باشا   | 22 يوليو 1952  | 23 يوليو 1952  | استمرت لمدة 18 ساعة فقط قبل إعلان بيان الضباط الأحرار في 23 يوليو 1952                                                                |
| علي ماهر باشا            | 24 يوليو 1952  | 7 سبتمبر 1952  | آخر وزارة تصدر بأمر من الملك فاروق قبل أن يغادر مصر واستمرت لمدة حوالي 6 أسابيع قبل أن يتولى محمد نجيب رئاسة الوزارة في 7 سبتمبر 1952 |

## حياته في المنفى
يرى البعض أنه عاش حياة البذخ والسهر في منفاه، وأنه كان له العديد من العشيقات منهم الكاتبة البريطانية باربرا سكلتون. بينما قالت مطلقته الملكة فريدة وكذلك ابنته الأميرة فريال أنه لم يكن يملك الشيء الكثير بعد أن غادر مصر بعد ثورة يوليو. وأثبت شهود العيان في المحكمة التي عقدتها الثورة لمحاكمة حاشيته ومعاونيه بعد خروجه من مصر، أنه حمل معه إلى إيطاليا 22 حقيبة بها ملابسه وزوجته ناريمان وملابس الأميرات الصغيرات بالإضافة إلى مبلغ 5000 جنيه مصري علمًا بأن حسابه البنكي في سويسرا كان به 20 ألف جنيه. وبعد أقل من عامين في المنفى طلبت الملكة ناريمان الطلاق منه وسافرت إلى مصر دون إذنه، وأذنت لها الحكومة المصرية بذلك. وأعلن عن الطلاق أمام محكمة الأحوال المدنية وفي الصحف الرسمية. وطلب بعدها بأن يحل ضيفًا على إمارة موناكو التي عاش فيها معظم سنوات المنفى ومنحه الأمير رينيه جنسية موناكو وجواز سفر دبلوماسي عام 1960 قبل وفاته بخمس سنوات. وكشفت ابنته الكبرى الأميرة فريال في برنامج تليفزيوني مع محطة mbc في سبتمبر من عام 2007 أن والدها كان يتلقى إعانات مالية سنوية من الأسرة المالكة السعودية نظرًا للصداقة التي كانت تربطه بمؤسس المملكة الملك عبد العزيز آل سعود.

## وفاته

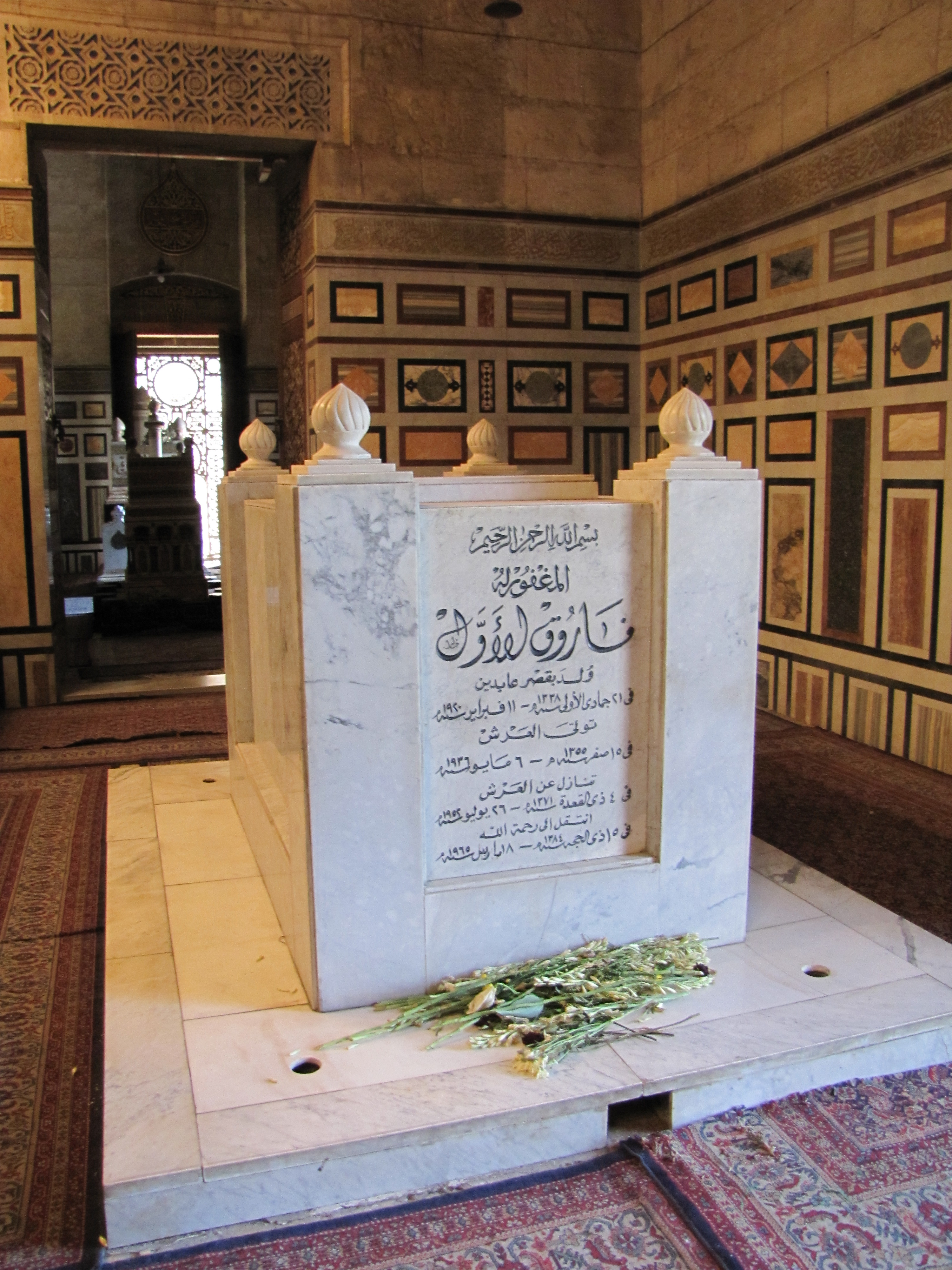
ضريح الملك فاروق الأول في مسجد الرفاعي

### كيف مات الملك فاروق؟
توفي في ليلة 18 مارس 1965، في الساعة الواحدة والنصف صباحًا، بعد تناوله لعشاء دسم في «مطعم إيل دي فرانس» الشهير بروما، وقيل أنه اغتيل بسم الأكوانتين (بأسلوب كوب عصير الجوافة) على يد إبراهيم البغدادي أحد أبرز رجال المخابرات المصرية الذي أصبح فيما بعد محافظًا للقاهرة، والذي كان يعمل جرسونًا بنفس المطعم بتكليف من القيادة السياسية والتي كانت تخشى من تحقق شائعة عودته لمصر وهذا ما نفاه إبراهيم البغدادي. في تلك الليلة أكل وحده دستة من المحار وجراد البحر وشريحتين من لحم العجل مع بطاطا محمرة وكمية كبيرة من الكعك المحشو بالمربى والفاكهة، شعر بعدها بضيق في تنفس واحمرار في الوجه ووضع يده في حلقه، وحملته سيارة الإسعاف إلى المستشفى وقرر الأطباء الإيطاليون بأن رجلًا بدينًا مثله يعاني ضغط الدم المرتفع وضيق الشرايين لا بد أن يقتله الطعام.

وصول جثمان الملك فاروق إلى مصر - جريدة الأهرام - 31 مارس 1965

روت الاميرة فريال في لقائها مع قناة دريم بانه قتل اثر تعرضه لسم يسبب توقف القلب وان ترى ان التشريح لم يكن ليثبت شيئا  بينما روت اعتماد خورشيد في مذكراتها اعتراف صلاح نصر لها بتخطيطه لعملية القتل، ولكن لم تتم تحقيقات رسمية في ذلك، ورفضت أسرة الملك تشريح جثته مؤكدة أنه مات من التخمة.

### مكان دفنه الأول ثم نقل جثمانه إلى مسجد الرفاعي
كانت وصية الملك فاروق أن يدفن في مصر وتحديدا في مسجد الرفاعي. رفض الرئيس الراحل جمال عبد الناصر الاستجابة لطلب الأسرة بتنفيذ وصية الملك الراحل .. فتم الإعداد لدفنه في روما. بعد إلحاح شديد استجاب جمال عبد الناصر لوساطة الملك فيصل بن عبد العزيز آل سعود ووافق على أن يتم دفنه في مصر لكنه اشترط ألا يدفن في مدافن مسجد الرفاعي. في منتصف ليلة 31 مارس 1965 وصل جثمان الملك فاروق إلى مصر ودفن في تكتم شديد في حوش الباشا حيث مقبرة جده إبراهيم محمد علي باشا في منطقة الإمام الشافعي.
في السبعينيات وافق الرئيس محمد أنور السادات على طلب الأسرة وسمح بنقل رفات الملك فاروق إلى مسجد الرفاعي، تم نقل الرفات ليلًا تحت الحراسة الأمنية المشددة إلى المقبرة الملكية بالمسجد في القاهرة ودفن بجانب أبيه الملك فؤاد وجده الخديوي إسماعيل.

### خطأ على لوحة قبر الملك فاروق
توفي الملك فاروق في إيطاليا يوم الخميس 18 مارس 1965 الموافق 16 ذو القعدة سنة 1384.
إلا أن التاريخ الذي كتب أولا على لوحة القبر أشار إلى تاريخ خاطئ هو 18 أبريل 1965 الموافق 15 ذو الحجة 1384.
تم تصحيح التاريخ الميلادي ليصبح 18 مارس وتبدو آثار التصحيح واضحة لمن يدقق في اللوحة، بينما لم يتم تصحيح التاريخ الهجري فظل كما هو 15 ذو الحجة.

## من الأحداث في عهده

### معاهدة سنة 1936
عندما صدر بيان الحكومة بوفاة الملك فؤاد وارتقاء ابنه الملك فاروق العرش، تم تعيين مجلس وصاية نظرا لصغر سنه ثم شكل حزب الوفد الوزارة نظرا لفوزه في الانتخابات البرلمانية وطالب بإجراء مفاوضات مع بريطانيا بشأن التحفظات الأربعة، ولكن الحكومة البريطانية تهربت فقامت الثورات وتألفت جبهة وطنية لإعادة دستور 1923 بدلا من دستور 1930 ولذلك اضطرت بريطانيا للتراجع واضطرت للدخول في مفاوضات بقيادة السير مايلز لامبسون، المندوب السامي البريطاني ومعاونيه وهيئة المفاوضات المصرية، ولقد اشترطت إنجلترا أن تكون المفاوضات مع كل الأحزاب حتى تضمن موافقة جميع الأحزاب وبالفعل شاركت كل الأحزاب عدا الحزب الوطني الذي رفع شعار (لا مفاوضة إلا بعد الجلاء)، وبدأت المفاوضات في القاهرة في قصر الزعفران في 2 مارس وانتهت بوضع معاهدة 26 أغسطس 1936 في لندن.
بنود المعاهدة:
- انتقال القوات العسكرية من المدن المصرية إلى منطقة قناة السويس وبقاء الجنود البريطانيين في السودان بلا قيد أو شرط.
- تحديد عدد القوات البريطانية في مصر بحيث لا يزيد عن 10 آلاف جندي و400 طيار مع الموظفين اللازمين لأعمالهم الإدارية والفنية وذلك وقت السلم فقط، أما حالة

الحرب فلإنجلترا الحق في الزيادة وبهذا يصبح هذا التحديد غير معترف به.
- لا تنتقل القوات البريطانية للمناطق الجديدة إلا بعد أن تقوم مصر ببناء الثكنات وفقا لأحدث النظم.
- تبقى القوات البريطانية في الإسكندرية 8 سنوات من تاريخ بدء المعاهدة.
- تظل القوات البريطانية الجوية في معسكرها في منطقة القنال، ومن حقها التحليق في السماء المصرية ونفس الحق للطائرات المصرية.
- في حالة الحرب تلتزم الحكومة المصرية بتقديم كل التسهيلات والمساعدات للقوات البريطانية وللبريطانيين حق استخدام موانيء مصر ومطاراتها وطرق المواصلات بها.
- بعد مرور 20 عاما من التنفيذ للمعاهدة يبحث الطرفان فيما إذا كان وجود القوات البريطانية ضروريا لأن الجيش المصري أصبح قادرا على حرية الملاحة في قناة السويس وسلامتها فإذا قام خلاف بينهما فيجوز عرضه على عصبة الأمم.
- حق مصر في المطالبة بإلغاء الامتيازات الأجنبية
- إلغاء جميع الاتفاقيات والوثائق المنافية لأحكام هذه المعاهدة ومنها تصريح 28 فبراير بتحفظاته الأربعة.
- تحويل إرجاع الجيش المصري للسودان والاعتراف بالإدارة المشتركة مع بريطانيا.
- حرية مصر في عقد المعاهدات السياسية مع الدول الأجنبية بشرط ألا تتعارض مع أحكام هذه المعاهدة.
- تبادل السفراء مع بريطانيا العظمى.

إلغاء المعاهدة
على الرغم من الإيجابيات التي حوتها والاعتراف باستقلال مصر، إلا أنها لم تحقق الاستقلال المطلوب حيث حوت في طياتها بعض أنواع السيادة البريطانية، حيث ألزمت مصر بتقديم المساعدات في حالة الحرب وإنشاء الثكنات التي فرضت أعباء مالية جسيمة مما يؤخر الجيش المصري وإعداده ليكون أداة صالحة للدفاع عنها، كما أنه بموجب هذه المعاهدة تصبح السودان مستعمرة بريطانية يحرسها جنود مصريون، لذلك طالبت وزارة النحاس في مارس 1950 الدخول في مفاوضات جديدة مع الحكومة البريطانية. واستمرت هذه المفاوضات 9 أشهر ظهر فيها تشدد الجانب البريطاني مما جعل النحاس باشا يعلن قطع المفاوضات وإلغاء معاهدة 1936 واتفاقية السودان، وقدم للبرلمان مراسيم تتضمن مشروعات القوانين المتضمنة هذا الإلغاء فصدق عليها البرلمان، وصدرت القوانين التي تؤكد الإلغاء الذي نتج عنه إلغاء التحالف بين بريطانيا ومصر واعتبرت القوات الموجودة في منطقة القناة قوات محتلة. ومن هنا بدأ النضال يشتعل مرة أخرى ولكن هذه المرة نضال مسلح. وقد أدى إلغاء تلك المعاهدة لاشتعال حركة الجهاد ضد المحتل الإنجليزي، وانطلق فدائيو الإخوان المسلمين في منطقة القنال يواجهون الإنجليز ويهاجمون معسكراتهم هناك. وقام الإنجليز بمجازر وحشية في القرى المحيطة بمعسكراتهم وانتهت المذابح بمذبحة الإسماعيلية في 25 يناير سنة 1952، والتي قتل فيها المئات من رجال الشرطة المساندين للمجاهدين هناك. وقد أدت هذه المجزرة لقيام ثورة كبيرة داخل القاهرة انتهت بحريق القاهرة يوم السبت 26 يناير 1952، فأقال فاروق حكومة الوفد برئاسة النحاس.

### صفقة الأسلحة الفاسدة
بداية القضية
تفجرت القضية في أوائل عام 1950م بسبب تقرير ديوان المحاسبة، مثل الجهاز المركزي للمحاسبات الآن، الذي ورد فيه مخالفات مالية جسيمة شابت صفقات أسلحة للجيش تمت في عامي 1948 و1949 م. ولما حاولت الحكومة برئاسة مصطفى النحاس الضغط على رئيس الديوان لحذف ما يتعلق بهذه المخالفات من التقرير رفض وقدم استقالته. فقدم النائب البرلماني مصطفى مرعي من المعارضة استجوابا للحكومة عن أسباب الاستقالة وفضح في جلسة مجلس الشعب يوم 29 مايو 1950 للمجلس المخالفات الجسيمة التي شابت صفقات الأسلحة. وللأسف استخدمت الحكومة الوفدية برئاسة مصطفى النحاس والملك فاروق كل الوسائل المشروعة وغير المشروعة لإسكات أصوات المعارضة التي أرادت فتح ملفات القضية للوصول إلى المتورطين فيها، ويرجع الفضل إلى إحسان عبد القدوس ومجلته روز اليوسف التي أوصلت أخبار هذه الصفقات المشبوهة إلى الرأي العام الذي هاله مبلغ الفساد الذي استشرى في كل شيء حتى وصل إلى المتاجرة بدماء جنود مصر في أرض المعركة، ونجحت روز اليوسف في تكوين ضغط شعبي كبير اضطر معه وزير الحربية مصطفى نصرت في ذلك الوقت أن يقدم بلاغا للنائب العام لفتح تحقيق فيما نشر بصحيفة روز اليوسف عدد رقم 149 بتاريخ 20 يونيو 1950م عن صفقات الأسلحة الفاسدة في حرب فلسطين.
محاكمة المتورطين
بعد أن قدم وزير الحربية مصطفى نصرت بلاغا للنائب العام، قام النائب العام محمود عزمي بفتح باب التحقيق في القضية، وانقسمت القضية إلى شقين: قضية اتهام أفراد الحاشية الملكية وقضية اتهام أفراد من الجيش والمدنيين. أما في قضية اتهام الحاشية الملكية، فقد قرر النائب العام في 27 مارس 1951م تحت ضغط الملك وموافقة الحكومة حفظ التحقيقات فيها. أما الشق الثاني من القضية المتهم فيه أفراد من رجال الجيش والمدنيين فقد تم إحالته للمحكمة واستمرت جلسات القضية حتى تحدد يوم 10 يونيو 1953 م للنطق بالحكم، أي بعد قيام ثورة يوليو بحوالي سنة، وقضى الحكم ببراءة كل المتهمين من كل التهم المنسوبة إليهم ما عدا متهمين فقط حكم عليهما بغرامة 100 جنيه على كل منهما، وهما القائم مقام عبد الغفار عثمان والبكباشي حسين مصطفى منصور. والحقيقة أن هذا الحكم بالبراءة نزل كالصاعقة على الرأي العام في داخل وخارج مصر وخاصة بعد قيام الثورة، فلم يكن هناك سبب للتستر على المتورطين ولا يعرف يقيناً السبب الرئيسي في أحكام البراءة فربما يرجع ذلك إلى عدم كفاية الأدلة لأن حيثيات حكم المحكمة اختفت من سجلات القضاء ولم تظهر حتى الآن.
مدى تسبب الأسلحة الفاسدة في هزيمة الجيش المصري في حرب 1948م

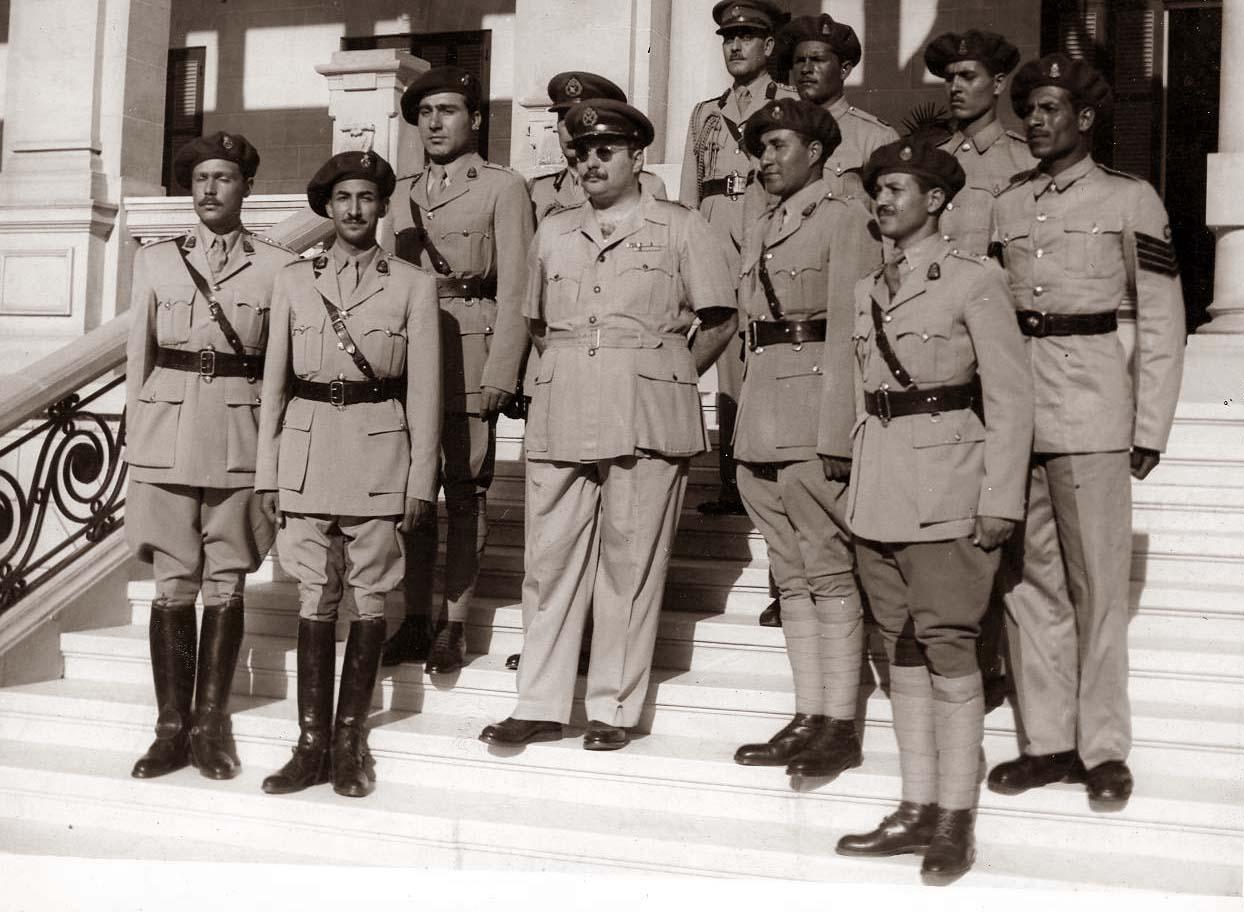
الملك فاروق مع مجموعة من ضباط الحرس الملكي قبل إرسالهم إلى حرب فلسطين عام 1948 ويظهر في الصورة الفريق سعد الشاذلي رئيس أركان حرب القوات المسلحة المصرية خلال حرب أكتوبر 1973

فقد ثبت بالدليل القاطع ومن خلال تحقيق أكثر من جهة وشهادات الجنود والضباط، أن الأسلحة الفاسدة التي تم توريدها في صفقات سلاح مشبوهة قام بها سماسرة ومن ورائهم الملك فاروق لم يكن لها تأثير في مجريات الحرب. فعندما وجدت لجنة احتياجات الجيش أن الوقت ضيق جداً للحصول على السلاح الذي يحتاجه الجيش للحرب، قررت اللجوء إلى مصادر كثيرة ومنها مصادر سريعة وغير مضمونة لتوريد السلاح، وهي:
- أولاً: تجميع الأسلحة والمعدات من مخلفات الحرب العالمية الثانية في الصحراء الغربية واختيار الصالح منها وإرساله للجيش. ولقد وصلت من هذه المعدات إلى أرض المعركة ذخيرة مدافع عيار 20 رطلاً، والتي ثبت في التحقيق أنها كانت غير صالحة للاستعمال وتسببت في انفجار أربعة مدافع يومي 7 و12 يوليو 1948م، مما أدى إلى مقتل جنديين وجرح ثمانية.
- ثانياً: كان الجيش المصري يحتاج إلى دبابات لاقتحام المواقع الحصينة التي أقامها اليهود في مستعمراتهم، ولكن بريطانيا كانت ترفض أن تبيع دبابات للجيش المصري خوفاً أن يستخدمها ضد قواتها في القناة. لذلك قامت لجنة الاحتياجات بإرسال ضباط في زي مدني لشراء دبابات إنجليزية من طراز لوكاست تباع خردة في المزاد العلني في معسكرات الإنجليز بقناة السويس بعد نسف فوهات مدافعها وبالتالي فكان مدى إطلاق كل مدفع يختلف حسب الطول المتبقي من الفوهة، ولقد أدى استخدام هذه المدافع في ميدان المعركة إلى سقوط قتلى كثيرين في الوقت الذي كان فيه الجيش الإسرائيلي مزودا بأحدث الدبابات.
- ثالثاً: تسببت قنابل يدوية إيطالية الصنع في جرح جندي واحد هو النقيب مختار الدسوقي يوم 4 يناير 1949م، وهي القنابل اليدوية التي وردها أحد سماسرة السلاح للجيش المصري، وهي تعد صفقة السلاح الوحيدة المشبوهة التي ظهر ضررها في أرض المعركة.

وبالتالي فيمكن القول أنه كانت هناك بالفعل أسلحة فاسدة لا تصلح لاستعمال الجيش قام سماسرة مصريون وأجانب بتوريدها للجيش المصري بمبالغ طائلة يفوق سعرها الأصلي بكثير. ولقد حقق من وراء هذه الصفقات سماسرة السلاح والحاشية الملكية والملك نفسه ثراء غير مشروع، ولكن هذه الأسلحة لم تستخدم في ميدان القتال، فقد ظل معظمها في صناديقها في المخازن، فيما عدا صفقة القنابل اليدوية الإيطالية التي ثبت بالفعل أن الجيش المصري استخدمها في المعارك وكانت غير صالحة للاستعمال وأحدثت إصابات، أما باقي القتلى والإصابات التي حدثت من أسلحة غير صالحة للاستعمال فكان يرجع ذلك إلى استخدام أسلحة من مخلفات الحرب في الصحراء الغربية واستخدام أسلحة تباع خردة في معسكرات الإنجليز بمنطقة القناة، ولكن تجدر الإشارة أيضاً أن لجنة احتياجات الجيش قد نجحت في توريد أسلحة أخرى كثيرة متطورة أنقذت الجيش المصري من هزيمة أبشع ومن سقوط قتلى أكثر مما حدث. فبسبب الحظر على توريد السلاح لمصر لجأت اللجنة إلى تهريب السلاح من دول كثيرة أوروبية، وبلغ مقدار ما استطاعت أن تورده للجيش الذي يحارب ما يعادل جملة ما تسلمه الجيش المصري من بريطانيا خلال العشرين عاماً التي سبقت الحرب. ومن هذه الأسلحة الطائرات سبيت فاير البريطانية وماكي وفيات الإيطالية. ويجب أيضاً أن نذكر تضحيات جماعات الفدائيين المصريين في الإسماعيلية بزعامة عبد الحميد صادق الذين كانوا يقومون بحملات سرقة سلاح من مخازن الجيش الإنجليزي في القناة لإمداد الجيش المصري بما يحتاجه، ومات وجرح الكثيرون في هذه العمليات وقاموا بتزويد الجيش المصري بسلاح بما يعادل قيمته 6 ملايين جنيه.

### حريق القاهرة - 26 يناير سنة 1952

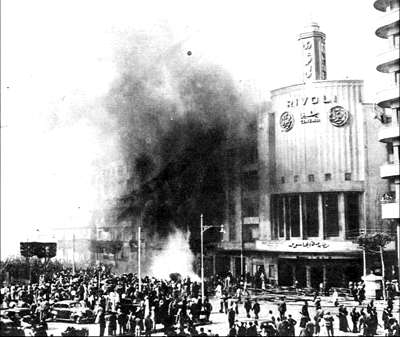
الحريق الذي اندلع في سينما ريفولي ضمن حريق القاهرة في 26 يناير 1952

بدأت المأساة في الثانية من صباح ذلك اليوم بتمرد عمال الطيران في مطار ألماظة (القاهرة) ورفضوا تقديم الخدمات لأربع طائرات تابعة للخطوط الجوية الإنجليزية، تبعها تمرد بلوكات النظام (البوليس) في ثكنات العباسية تضامنا مع زملائهم الذين تعرضوا للقتل والأسر في الإسماعيلية، ثم زحف المتظاهرون تجاه الجامعة وانجرف معهم الطلبة، واتجهوا إلى مبنى رئيس الوزراء مطالبين بقطع العلاقات الدبلوماسية مع بريطانيا وإعلان الحرب عليها، فأجابهم عبد الفتاح حسن وزير الشؤون الاجتماعية بأن الوفد يرغب في ذلك ولكن الملك يرفض، فقصد المتظاهرون قصر عابدين وانضم إليهم طلبة الأزهر وتجمعت حشود المتظاهرين الساخطين على الملك وأعوانه والإنجليز، وما أن انتصف اليوم حتى بدأت الشرارة الأولى للحريق من ميدان الأوبرا بإشعال النيران في كازينو أوبرا، وانتشرت النيران في فندق شبرد ونادي السيارات وبنك بركليز، وغيرها من المتاجر ومكاتب الشركات ودور السينما والفنادق والبنوك، وكان التركيز على الأماكن والملاهي الليلية التي ارتبطت بارتياد فاروق لها والمؤسسات ذات العلاقة بالمصالح البريطانية. وطالت الحرائق أيضاً أحياء الفجالة والظاهر والقلعة وميدان التحرير وميدان محطة مصر، وسادت الفوضى وأعمال السلب والنهب، حتى نزلت فرق الجيش إلى الشوارع قبيل الغروب، فعاد الهدوء إلى العاصمة واختفت عصابات السلب والنهب، وأعلنت الحكومة الأحكام العرفية، ولكن لم يتم القبض على أي شخص في هذا اليوم. اختلفت الروايات في عدد من قتل في ذلك اليوم نتيجة الحرائق والشغب، ولكن جمال حماد ذكر في كتابه «أسرار ثورة 23 يوليو» أن 26 شخصا قتلوا في ذلك اليوم، 13 في بنك باركليز، 9 في الترف كلوب، والباقي داخل بعض المباني والشوارع، كما دمرت النيران ما يزيد عن 700 منشأة موزعة كالآتي:
التهمت النيران 700 مكانا ما بين محلات وسينما وكازينو وفندق ومكتب ونادٍ في شوارع وميادين وسط المدينة، أكبر وأشهر المحلات التجارية في مصر آنذاك مكتبًا لشركات كبرى و117 مكتبة أعمال وشقق سكنية و13 فندقًا كبيرًا مثل شبرد ومتروبوليتان وفيكتوريا و40 دار سينما منها ريفولي وراديو ومترو وديانا وميامي. و8 محلات ومعارض كبرى للسيارات و10 متاجر للسلاح و73 مقهى ومطعم وصالة و92 حانة و16 ناديًا، أي أن النيران أحرقت كل المظاهر الحضارية للقاهرة وشلت كل مراكز التجارة بها. والغريب أنه في نفس التوقيت كانت هناك حفلة ملكية، واتصل فؤاد سراج الدين وزير الداخلية آنذاك بالملك يطلب منه الاستعانة بالجيش للسيطرة على الحريق لأن الأمر أصبح فوق طاقة الحكومة وفوق طاقة البوليس. والأغرب أن حيدر باشا وزير الحربية آنذاك تلكأ في التدخل سواء بسبب الرغبة في إحراج الحكومة وترك الموقف يتفاقم أكثر من سيطرتها أو لأنه كان مشغولا في الاحتفال. ويختلف المؤرخون عمن يكون وراء حريق القاهرة في ذلك اليوم؛ فهناك من يقول أن الملك فاروق كان وراءها ليتخلص من وزارة النحاس باشا، وبالطبع هذا كلام لا يعقل، وهناك من يقول الإنجليز وذلك للتخلص من وزارة النحاس التي ساءت علاقتها بها بعد إلغاء معاهدة 1936م، وهناك من يقول حزب مصر الفتاة والإخوان المسلمين، ولكن لم تظهر حتى الآن أدلة مادية تدين أي طرف في إشعال هذه الحرائق، لذلك بقي حريق القاهرة لغزاً ينتظر الحل، والحقيقة أن الحدث كان كبيراً وحاول كل طرف أن يستغله لصالحه ضد الأطراف الأخرى، ولكن الأيام التي تلت دلت على أن الحدث كانت له نتائج فاقت كل التوقعات وعصفت بمصالح كل الأطراف لصالح ما يريده الشعب. لكن يظل حريق القاهرة أكثر الحوادث غموضا في تاريخ مصر ولا أحد يدري حتى الآن من قام به ؟ هل رتبته قوات الاحتلال البريطاني لتوقف المقاومة ؟ أم بدأ عفويًا تلقائيًا ؟ ويقول الكاتب الكبير محمد حسنين هيكل (أنا مش معتقد لغاية هذه اللحظة إن عملية حريق القاهرة بدأت بتدبير مقصود على هذا النحو لكن أنا باعتقد إنه كان ركام وعود كبريت قرّب من الركام والدنيا ولعت، لكن أظن إنه العفوي فيه ابتدأ ثم دخل الجزء المنظم)، أسفر الحريق عن مقتل 26 شخصًا وبلغ عدد المصابين بالحروق والكسور 552 شخصًا، كما أدى إلى تشريد عدة آلاف من العاملين في المنشآت التي احترقت، وليلتها اجتمع مجلس الوزراء وقرر مواجهة الموقف بإعلان الأحكام العرفية في جميع أنحاء البلاد ووقف الدراسة في المدارس والجامعات إلى أجل غير مسمى. وتم تعيين مصطفى النحاس باشا حاكمًا عسكريًا عامًا ويعتبر حريق القاهرة هو الشرارة التي تسببت في إسراع الضباط الأحرار في القيام بالثورة بعد أقل من ستة أشهر.

## حياته الأسرية

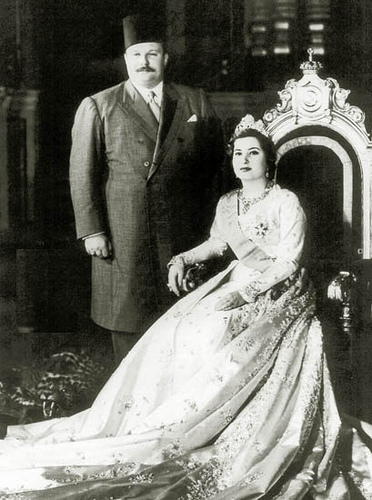
الملك فاروق يوم زفافه على ناريمان 1951

### الزواج الأول للملك فاروق

الملك فاروق في سيارته بمناسبة الزواج

تزوج الملك فاروق بالملكة فريدة في 20 يناير سنة 1938 وذلك بعد قصة حب جمعت بينهما وخاصة بعد رحلة أوروبا في سنة 1937. حيث كانت تلك الرحلة سببا في تعميق العلاقة بين الملك الشاب وبين ملكة المستقبل. وقد كان ثمرة ذلك الزواج هو ثلاثة بنات هن الأميرات فريال وفوزية وفادية، وفي 17 نوفمبر سنة 1948 وقع الطلاق بين الملك فاروق والملكة فريدة إثر خلافات كبيرة بينهما، ومن بينها عدم إنجابها وريثًا للعرش، وقد اعترض الشعب على الطلاق، لأنه كان يحبّها ويشعر بأنها لصيقة بطبقاتهم وبأحوالهم، وعندما طلقها غضب الشعبُ عليه بشدة، فطافت المظاهرات الشوارع بعد طلاقها تهتف «خرجت الفضيلة من بيت الرذيلة».

### الزواج الثاني للملك فاروق
تزوج الملك فاروق بالملكة ناريمان صادق في 6 مايو سنة 1951، وذلك بعد أن وقع عليها الاختيار لتكون ملكة المستقبل، وأنجبت الملكة ناريمان للملك فاروق الولد الذي كان يتمناه، وذلك في 16 يناير سنة 1952، وقد كان المولود ذكرا كما كان يتمنى الملك فاروق ليكون وريثا لعرش مصر من بعده. إلا أن هذا الوليد لم يسعد أو يهنأ بكرسي العرش الذي كان والده يتمناه له إذ قامت ثورة يوليو بعد ولادة وريث العرش بحوالي ستة أشهر فقط وبذلك لم يتحقق الحلم الذي طالما حلم به الملك فاروق وهو أن يكون ابنه وريثا لعرش مصر من بعده.

## خلافاته العائلية
كانت خلافاته مع والدته الملكة نازلي مؤلمة له من الناحية النفسية، ومن خلال صورته أمام الشعب، وكانت بدايتها عندما دخلت في علاقة عاطفية مع أحمد حسنين باشا، وتزوجا عرفيًا، وانتهى هذا الزواج بمقتله على كوبري قصر النيل على يد سائق إنجليزي مخمور عام 1946. ولكن الخلاف أخذ شكلا آخر عندما قررت الرحيل عن مصر في عام 1946، فجمعت ما تسنى لها من الأموال في سرية تامة، وأذن لها بالسفر إلى فرنسا بحجة العلاج من مرض الكلى، وبالفعل سافرت إلى سويسرا ومنها إلى فرنسا، واستقرت فيها للعلاج عدة أسابيع ولكن حالتها لم تتحسن، فسافرت إلى الولايات المتحدة للعلاج أيضًا، واصطحبت معها ابنتيها فايقة وفتحية وكل من كانوا معها في فرنسا بمن فيهم موظف علاقات عامة صغير اسمه رياض غالي. قامت ضجة كبيرة في مصر بعد زواج الأميرة فتحية من رياض غالي وسمت نفسها باسم ماري إليثابس واعتنقت المسيحية وما لبث أن أصدر الملك قرارًا بحرمانها من لقب «الملكة الأم» في جلسة مجلس البلاط في 1 أغسطس 1950، كما قام بالحجر عليها للغفلة وإلغاء وصايتها على ابنتها الأميرة فتحية.

## أعمال فنية وأدبية
تناولت شخصيته بعدد من الأفلام والمسلسلات والأعمال الأدبية نذكر منها:
- عام 1983 - فيلم سادات، من بطولة لويس جوست جونيور بدور الرئيس محمد أنور السادات، وقام بدور فاروق الممثل بول إل سميث.
- عام 1995 - فيلم امرأة هزت عرش مصر عن قصة الوصيفة ناهد رشدي، أدى شخصيته فاروق الفيشاوي.
- عام 1998 - مسلسل رد قلبي، وأدى شخصيته وائل نور.
- عام 1999 - مسلسل أم كلثوم، وأدى شخصيته أحمد سعيد عبد الغني وبسام رجب.
- عام 1999 - فيلم جمال عبد الناصر عن قصة الرئيس جمال عبد الناصر، وأدى شخصيته بسام رجب.
- عام 2002,2004 - مسلسل أوراق مصرية، أدى شخصيته أيمن عزب.
- عام 2006 - مسلسل أالإمام المراغي، أدى شخصيته محمد البياع.
- عام 2007 - مسلسل الملك فاروق عن قصة حياته، أدى شخصيته تيم الحسن.
- عام 2010 - مسلسل ملكة في المنفى، عن قصة الملكة نازلي بطولة نادية الجندي وأدى شخصيته حسام فارس.[15]
- عام 2010 - مسلسل الجماعة عن قصة حياة حسن البنا وجماعة الإخوان المسلمين، وأدى شخصيته أحمد الفيشاوي.[16]
- عام 2010 - رواية «مولانا» للكاتب محمد العون. والحائزة على جائزة الدولة التشجيعية في الأدب لعام 2013، وتتناول تاريخ الملك فاروق منذ طفولته حتى خروجه منفيا من مصر.
- عام 2011 - مسلسل مشرفة رجل لهذا الزمان عن قصة حياة علي مصطفى مشرفة بطولة أحمد شاكر عبد اللطيف..وأدى شخصيته محمد البياع
- عام 2012 - مسلسل كاريوكا عن قصة حياة تحية كاريوكا، وأدى شخصيته حسام الجندي.
- عام 2012 - مسلسل الجماعة 2 وأدى شخصيته محمد البياع.
- عام 2017 - فيلم الكنز: الحقيقة والخيال وأدى شخصيته محمد محمود عبد العزيز

### شخصيته بالأعمال الفنية
أغلب الأعمال الفنية التي تناولت شخصيته أخذتها من ناحية سلبية وأنه فاسد، إلا أنه في عام 2007 تم بث مسلسل تلفزيوني من إنتاج سعودي حمل اسم «الملك فاروق» عرضته قناة إم بي سي في شهر رمضان. وعني المسلسل بتنقيح شخصيته من دون المغالطات التاريخية، وذلك من خلال استعراض تاريخ مصر في تلك الفترة من خلال رؤية المؤلفة والمنتجين. واستطاع هذا المسلسل أن يثير مناقشات واسعة وآراء جديدة حول شخصيته ومن ثم شغفًا متزايدًا بين الشباب المصري لمعرفة الجوانب الشخصية في حياته. وأنشأت بالتالي بعض مجموعات على الشبكة الاجتماعية «فيس بوك» بهدف تجميع صور ووثائق وأخبار فترة الملكية في مصر. ثم اهتمت بعض محطات التلفزيون العربية بإجراء مقابلات إعلامية مع أفراد عائلته.

## مما قيل عنه
قالت الدكتورة لوتس عبد الكريم وهي صديقة مقربة من مطلقته الملكة فريدة، بأن هذه الأخيرة قالت لها بأنه كان أبيض القلب وحنونا للغاية، وإنه لم يكن فاسدًا كما قيل وانتشر على نطاق واسع، وإنها عرفت من شقيقي الملكة فريدة سعيد وشريف ذو الفقار أن ذلك غير صحيح بالمرة، فإنهما لم يرياه يشرب الخمر إطلاقًا، لكن ربما لعب القمار، وذكرت أن هذا ما قالته لها الملكة فريدة أيضًا، كما أن الملكة فريدة نفت عنه أنه كان زير نساء يحيط نفسه بالعشيقات والفنانات كما أفاضت القصص الصحفية في ذلك وصورته السينما والدراما، وأشارت أن هذه الأمور لم تكن من اهتماماته أو من حقيقة حياته الشخصية، كما أنها قالت إنه لا يشرب الخمر على عكس كل ما كتب عنه، حيث أنه كان يكره رائحتها، وذلك خلافًا لما نشرته عنه بعض كتاب الصحف مثل مصطفى أمين وإحسان عبد القدوس.
بينما قال صلاح عيسى عن فترة حكمه إن ما يلفت الأمر أنه في أواخر عهده كانت سمته عدم استقرار الحكم، وعدم تطبيق الدستور وكثرة التدخل في الانتخابات، ووقع في كرهه لحزب الوفد وهو حزب الأغلبية وتحالف مع الأحزاب الصغيرة كالسعديين والدستوريين. هذا إلى جانب نشاط الشرطة السرية في ملاحقة السياسيين واغتيال حسن البنا على أيديهم، بعد أن قامت جماعة الإخوان المسلمين باغتيال سياسيين من أحزاب في ذلك الوقت.

## معرض الصور

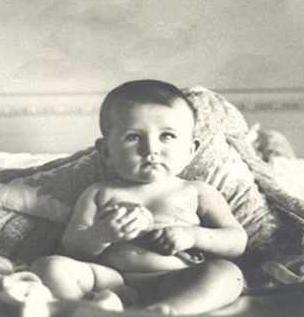
الملك فاروق طفلاً
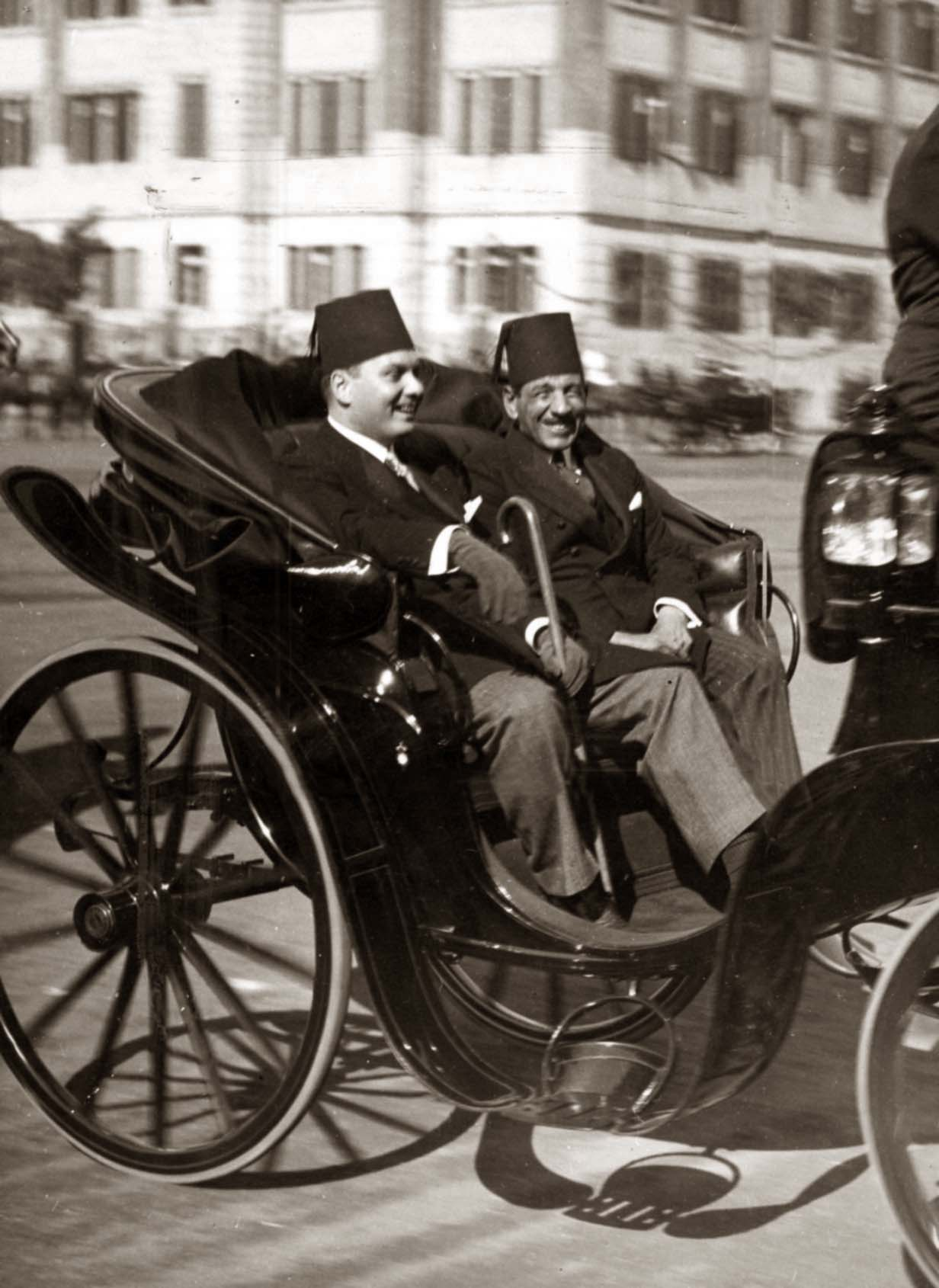
الملك فاروق مع علي باشا ماهر يستقلان العربة الملكية في طريقهم إلى قصر عابدين.
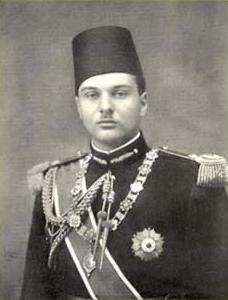
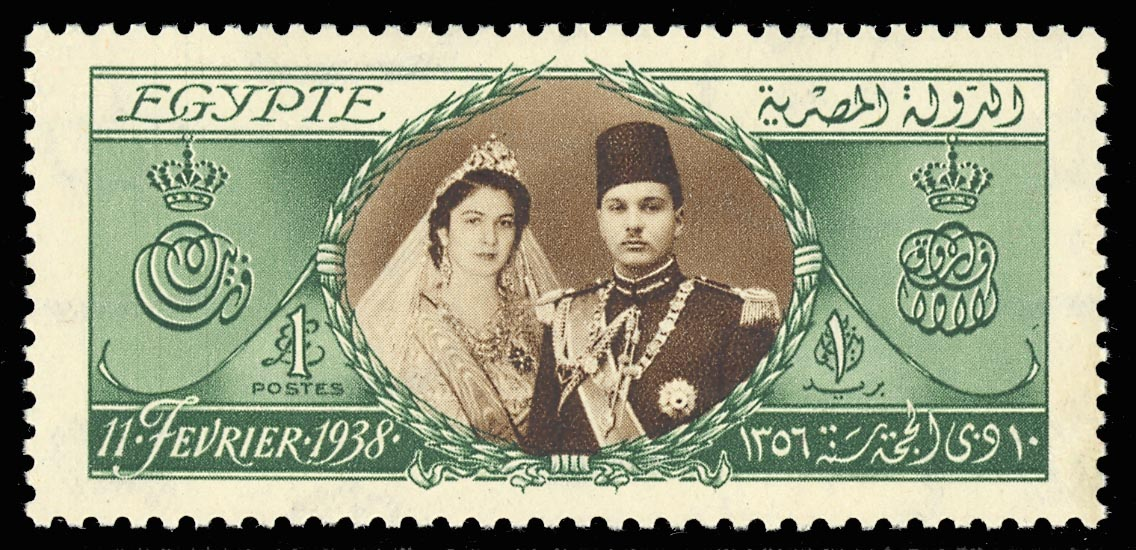
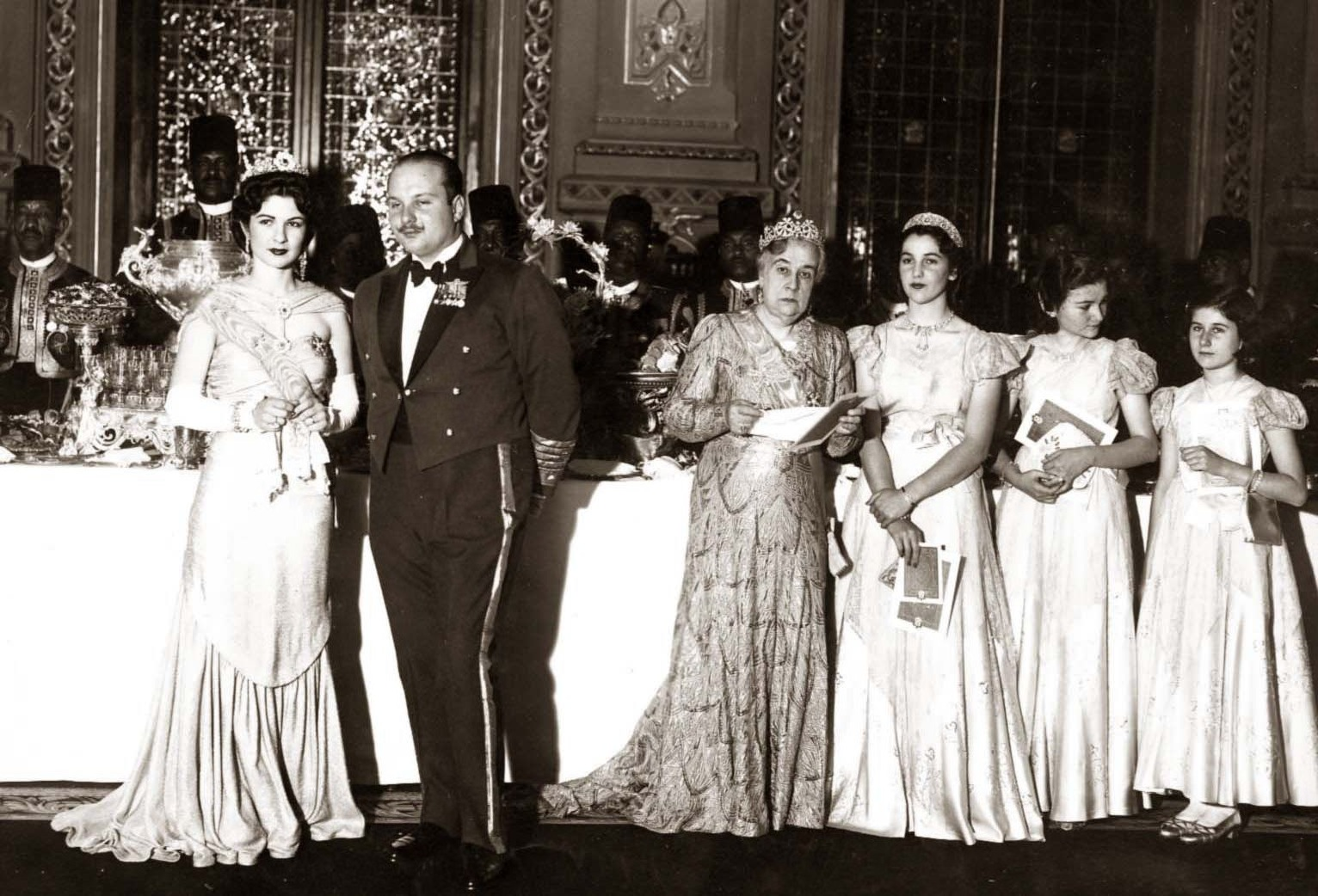
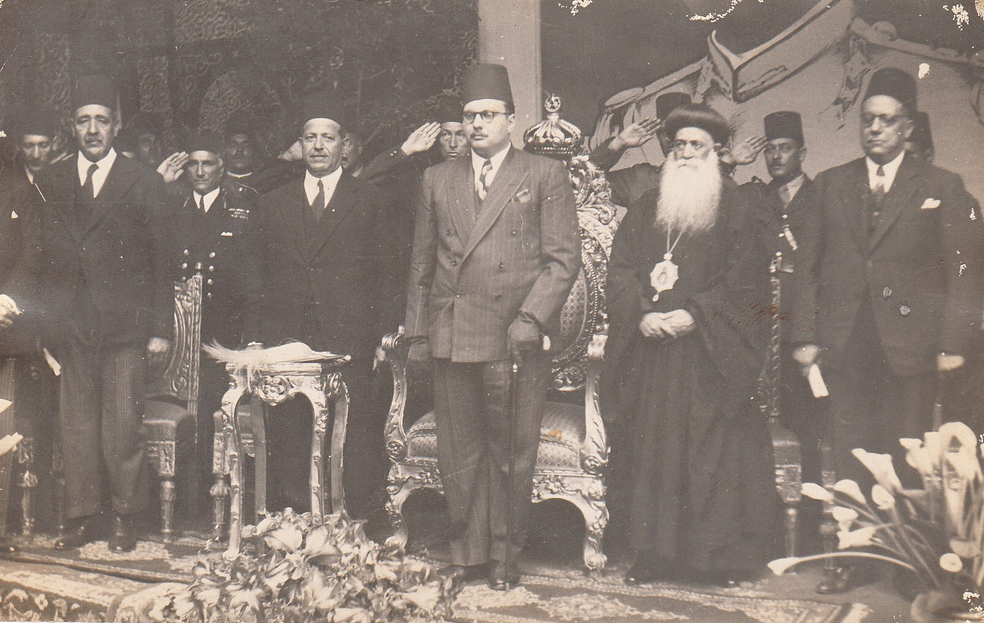
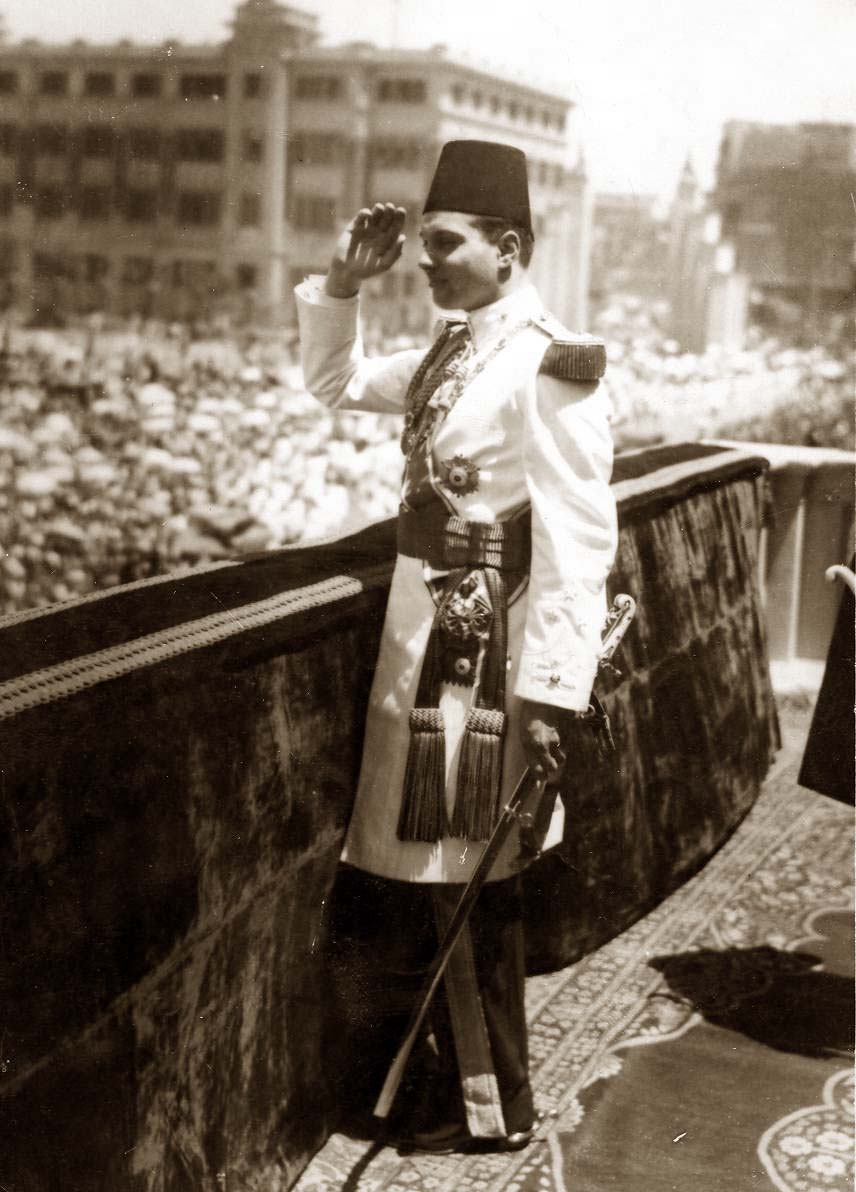
الملك فاروق يحي الجماهير في بداية إستلامه للحكم
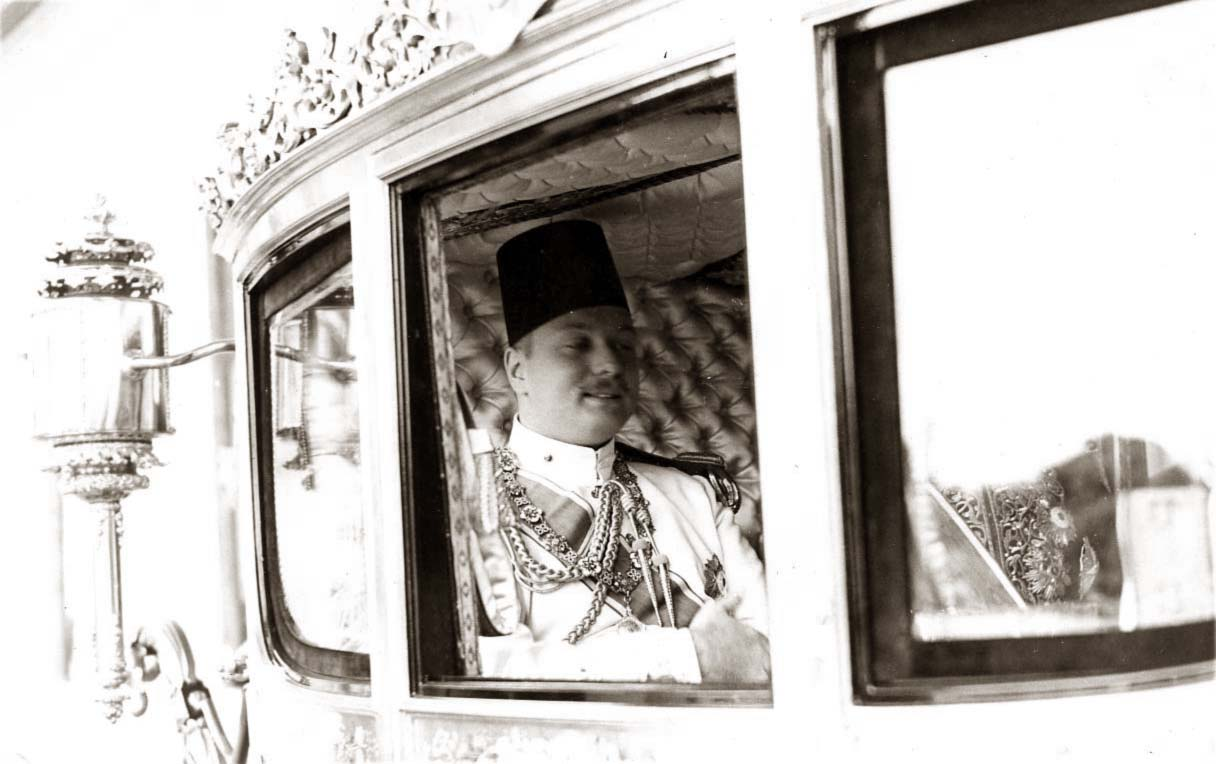
الملك فاروق في العربة الملكية
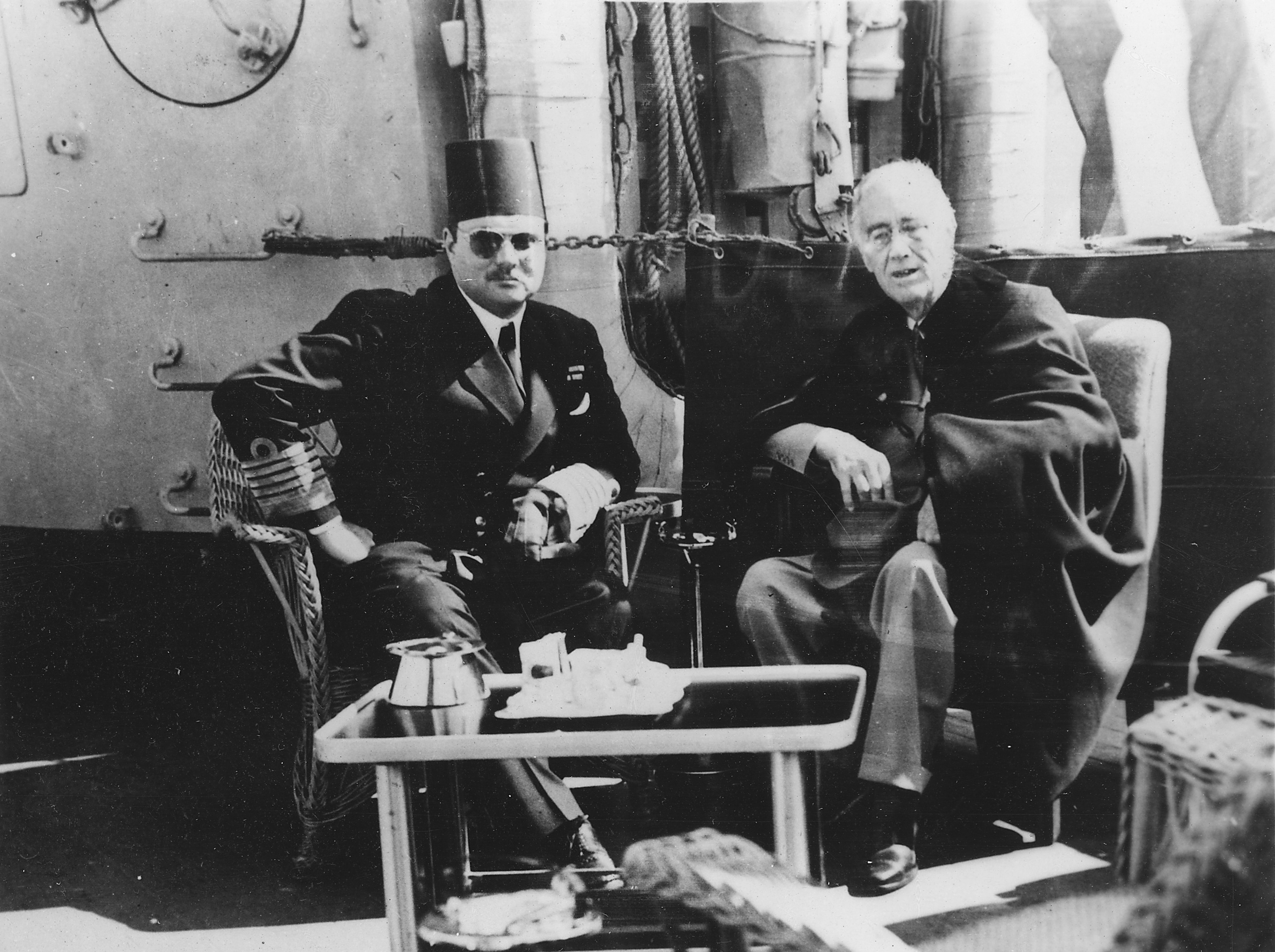
الملك فاروق مع الرئيس الأميريكي روزفلت 1945م
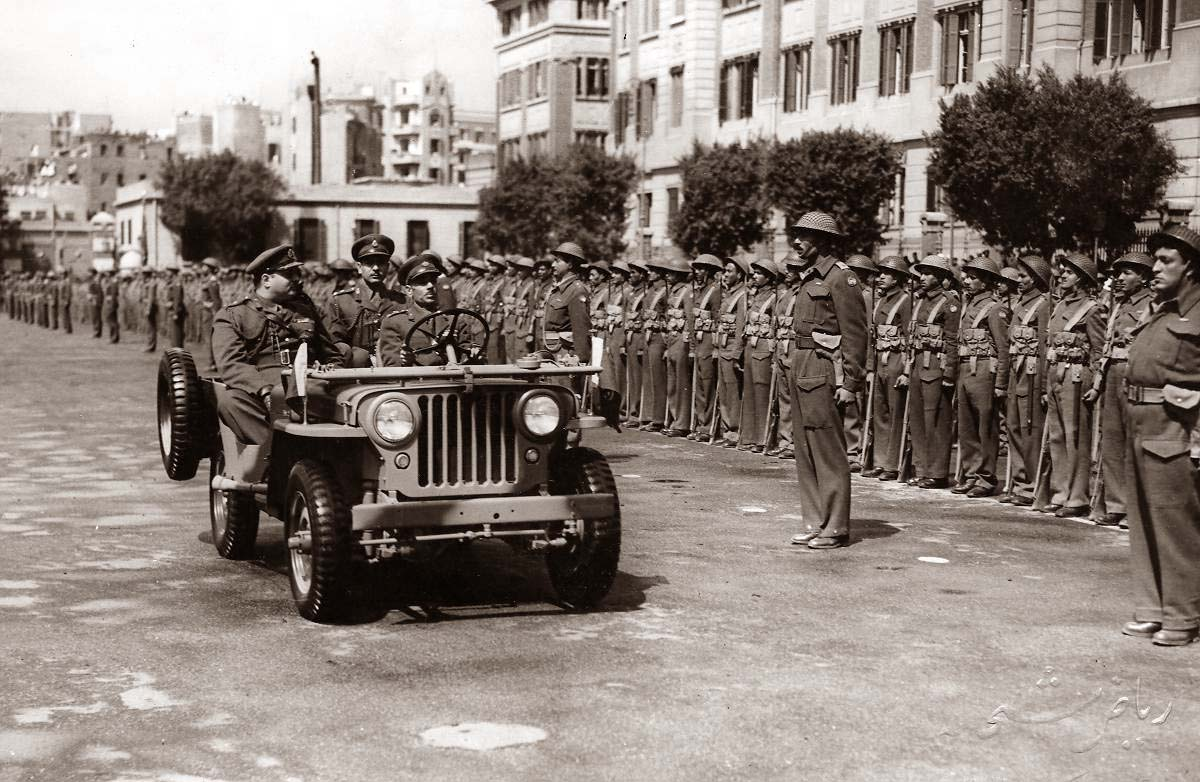
الملك فاروق يستعرض وحدات مصغرة من الجيش في ساحة قصر عابدين.
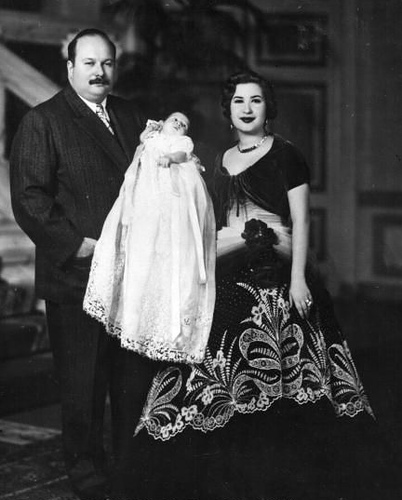
الملك فاروق مع زوجته الثانية الملكة ناريمان وولي العهد الأمير احمد فؤاد الثاني
الملك فاروق في المنفى بإيطاليا (1965-1952)

## وصلات خارجية
- فاروق الأول على موقع IMDb (الإنجليزية)
- فاروق الأول على موقع الموسوعة البريطانية (الإنجليزية)
- فاروق الأول على موقع مونزينجر (الألمانية)
- فاروق الأول على موقع كينوبويسك (الروسية)
- فاروق والمنفى برنامج وثائقي من إنتاج قناة العربية على يوتيوب
- لقاء مع إبراهيم البغدادي المتهم بقتل الملك فاروق من إنتاج قناة المحور على يوتيوب
- مقطع فيديو عن مراحل حياة الملك فاروق على يوتيوب
- صور من أيام الملكية في مصر
- ألبوم صور الملك فاروق

| المناصب السياسية | المناصب السياسية    | المناصب السياسية      |
| ---------------- | ------------------- | --------------------- |
| سبقه فؤاد الأول  | ملك مصر 1936 - 1952 | تبعه أحمد فؤاد الثاني |